# Diana de Gales
Diana, princesa de Gales (Diana Frances Spencer; Sandringham, Norfolk, 1 de julio de 1961-París, 31 de agosto de 1997), también conocida como Lady Di, fue una activista, filántropa y aristócrata británica. Fue la primera esposa de Carlos III (entonces príncipe de Gales) y madre de los príncipes Guillermo y Enrique. Su activismo y glamur la convirtieron en un ícono internacional, ganándose una popularidad perdurable.
Diana nació en la nobleza británica y creció cerca de la familia real, viviendo en Park House, en la finca de Sandringham. En 1981, mientras trabajaba como asistente de maestra de guardería, se comprometió con Carlos, el hijo mayor de Isabel II. Su boda se celebró en la Catedral de San Pablo en julio de 1981, convirtiéndola en princesa de Gales, un papel en el que fue recibida con entusiasmo por el público. La pareja tuvo dos hijos, Guillermo y Enrique, que eran respectivamente segundo y tercero en la línea de sucesión al trono británico. El matrimonio de Diana con Carlos sufrió debido a su incompatibilidad y a sus relaciones extramatrimoniales. Se separaron en 1992, poco después de que se hicieran públicas las dificultades en su relación. Sus problemas maritales fueron ampliamente publicitados y la pareja se divorció en 1996.
Como princesa de Gales, Diana asumió deberes reales en nombre de la Reina y la representó en eventos en los reinos de la Commonwealth. Fue celebrada en los medios por su enfoque poco convencional en el trabajo de caridad. Sus patrocinios inicialmente se centraron en niños y ancianos, pero más tarde se hizo conocida por su participación en dos campañas particulares: una relacionada con las actitudes sociales y la aceptación de los pacientes con VIH, y la otra con la eliminación de minas terrestres, promovida a través de la Cruz Roja Internacional. También aumentó la conciencia y abogó por maneras de ayudar a las personas afectadas por el cáncer y las enfermedades mentales. Inicialmente se destacó por su timidez, pero su carisma y amabilidad la hicieron ganarse al público y ayudaron a su reputación a sobrevivir al colapso público de su matrimonio. Considerada fotogénica, es vista como un ícono de la moda de los años 1980 y 1990.
En agosto de 1997, Diana murió en un accidente automovilístico en París; el incidente provocó un extenso duelo público y atención mediática global. Una investigación emitió un veredicto de homicidio involuntario tras la Operación Paget, una investigación de la Policía Metropolitana. Su legado ha tenido un efecto significativo en la familia real y en la sociedad británica.

## Primeros años

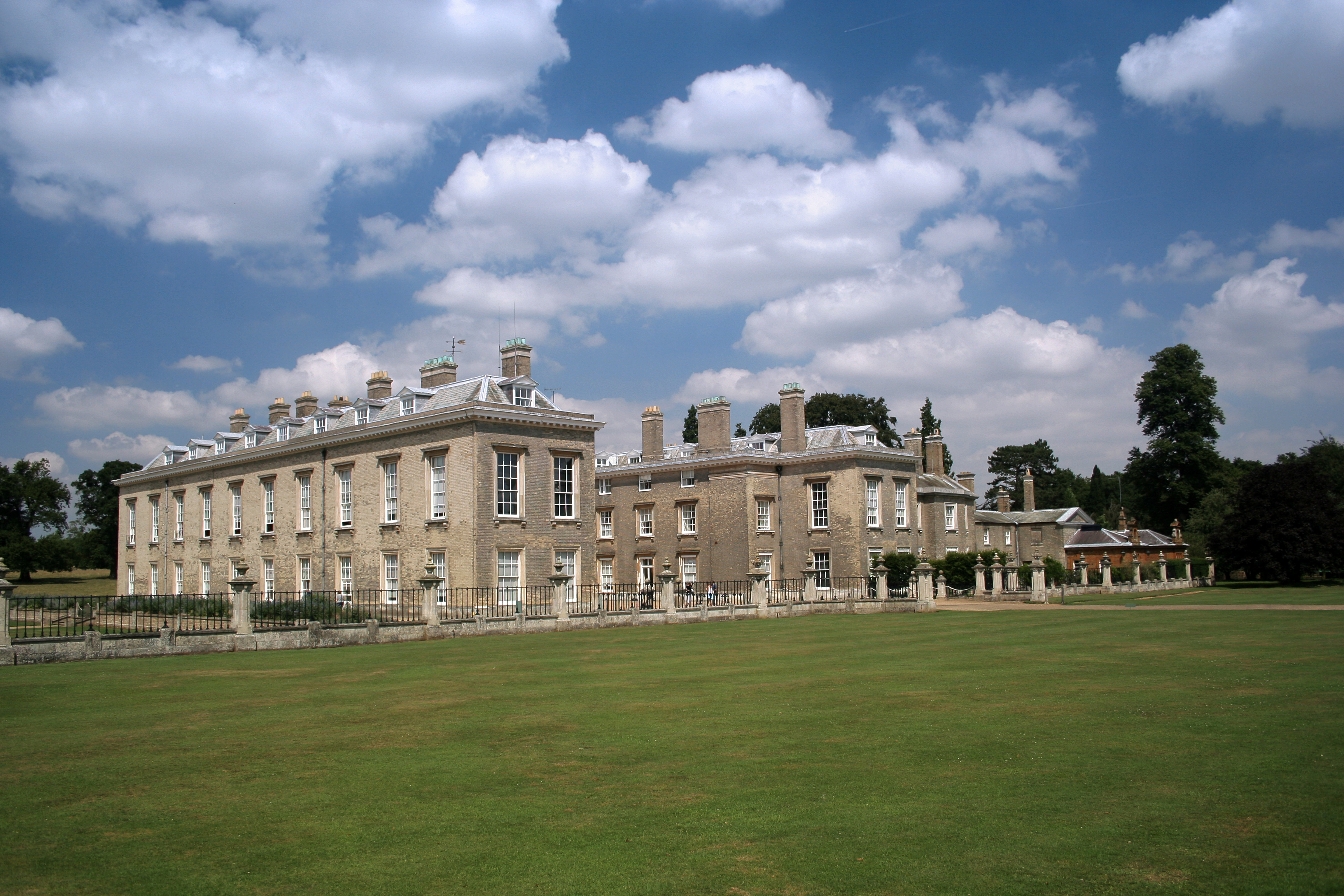
Althorp (fotografiada en 2006), la residencia principal de la familia Spencer.

Diana Frances Spencer nació el 1 de julio de 1961 en Park House, Sandringham, Norfolk. Hija del VIII conde de Spencer, John Spencer, y de Frances Ruth Burke Roche, vizcondesa Althorp, ocupó el cuarto lugar entre cinco hermanos. La familia Spencer mantenía una estrecha relación con la monarquía británica desde hace varias generaciones. Tanto la condesa Spencer, Cynthia Spencer, como la baronesa Fermoy, Ruth Roche, abuelas de Diana, habían servido como damas de honor de la reina Isabel, la reina madre.
Aunque la tradición familiar esperaba la llegada de un varón para continuar con la línea de sucesión, pasó una semana antes de que se decidieran por el nombre de Diana Frances. Este nombre homenajeaba tanto a su madre como a lady Diana Spencer, una lejana tía abuela que estuvo cerca de ostentar el título de princesa de Gales. Dentro del círculo familiar, Diana era cariñosamente conocida como «Duch», una apodo que reflejaba su actitud noble y digna desde su infancia.
El 30 de agosto de 1961, Diana recibió el sacramento del bautismo en la iglesia de Santa María Magdalena en Sandringham. Creció en compañía de tres hermanos: Sarah, Jane y Charles. Lamentablemente, su hermano mayor, John, falleció poco después de nacer, un año antes de que Diana llegara al mundo.
La presión por tener un heredero agregó tensiones al matrimonio de los Spencer, y se dice que enviaron a Lady Althorp a las clínicas de Harley Street en Londres para investigar la causa de esta «preocupación». Esta experiencia fue descrita como «humillante» por el hermano menor de Diana, Charles, quien reflexionó: «Fue un momento difícil para mis padres y probablemente fue la raíz de su divorcio, ya que nunca creo que lo superaron por completo».
Diana pasó su infancia en Park House, ubicada dentro de la finca de Sandringham. La familia Spencer alquilaba esta casa a su propietaria, la reina Isabel II. Frecuentemente, la familia real pasaba las vacaciones en la vecina Sandringham House, donde Diana disfrutaba jugando con los hijos de la reina, el príncipe Andrés y el príncipe Eduardo.
Tenía siete años cuando sus padres se divorciaron. Más adelante, su madre inició una relación con Peter Shand Kydd y se casó con él en 1969. Durante la separación de sus padres en 1967, Diana vivió con su madre en Londres, pero durante las vacaciones de Navidad de ese año, Lord Althorp se negó a permitir que Diana regresara a Londres con Lady Althorp. Poco después, obtuvo la custodia de Diana con el apoyo de su ex suegra, Lady Fermoy.
En 1976, Lord Althorp se casó con Raine, condesa de Dartmouth. La relación de Diana con su madrastra fue particularmente tensa. Diana se sentía molesta por la presencia de Raine, a quien llegó a llamar «matona», y en una ocasión, incluso llegó a «empujarla escaleras abajo». Más adelante, describió su infancia como «muy infeliz y muy inestable».
Después de que su padre heredara el título de conde Spencer en 1975, Diana se convirtió en Lady Diana y la familia se mudó de Park House a Althorp, la residencia de los Spencer en Northamptonshire.

## Educación y carrera
Diana fue educada inicialmente en casa bajo la supervisión de su institutriz, Gertrude Allen. Comenzó su educación formal en Silfield Private School en Gayton, Norfolk, y se mudó a Riddlesworth Hall School, un internado para niñas cerca de Thetford, cuando tenía nueve años. En 1973, se unió a sus hermanas en la institución West Heath Girls' School, localizada en Sevenoaks, Kent. Ella no brilló académicamente, suspendiendo dos veces sus exámenes de nivel O. Su destacado espíritu comunitario fue reconocido con un premio de West Heath. Dejó West Heath cuando tenía dieciséis años. Su hermano Carlos recuerda que ella era bastante tímida hasta ese momento. Demostró talento para la música como pianista consumada. También se destacó en la natación y el buceo, y estudió ballet y claqué.
Después de asistir al Institut Alpin Videmanette (una escuela de fin de curso en Rougemont, Suiza) durante un trimestre y marcharse después de la Semana Santa de 1978, Diana regresó a Londres, donde compartió el piso de su madre con dos amigos de la escuela. En Londres, tomó un curso avanzado de cocina, pero rara vez cocinaba para sus compañeros de cuarto. Aceptó una serie de trabajos mal pagados; trabajó como instructora de baile para jóvenes hasta que un accidente de esquí la hizo perder tres meses de trabajo. Luego encontró empleo como asistente en un jardín de niños preescolar, hizo algunos trabajos de limpieza para su hermana Sarah y varios de sus amigos, y actuó como anfitriona en las fiestas. Pasó un tiempo trabajando como niñera para los Robertson, una familia estadounidense que vive en Londres, y trabajó como asistente de maestra de guardería en la Young England School en Pimlico. En julio de 1979, su madre le compró un piso en Coleherne Court en Earls Court como regalo de cumpleaños número 18. Vivió allí con tres compañeras de piso hasta el 25 de febrero de 1981.

## Matrimonio
Lady Diana conoció a Carlos, príncipe de Gales, el primogénito de la reina y heredero de la Corona británica, cuando tenía 16 años, en noviembre de 1977. En ese momento, Carlos tenía 29 años y mantenía una relación con su hermana mayor, Lady Sarah. El encuentro crucial tuvo lugar durante un fin de semana campestre en el verano de 1980, donde Diana observó al príncipe participar en un partido de polo, despertando un interés mutuo.
La relación avanzó cuando Carlos invitó a Diana a bordo del yate real Britannia para un fin de semana de navegación hacia Cowes. Esta invitación fue seguida por otra a Balmoral, la residencia escocesa de la familia real, donde Diana fue presentada a la reina, la reina madre y el duque de Edimburgo.
Después de este encuentro, el príncipe Carlos continuó cortejando a Diana en Londres. Finalmente, el 6 de febrero de 1981, en el castillo de Windsor, el príncipe Carlos le propuso matrimonio a Lady Diana, quien aceptó. Sin embargo, el compromiso se mantuvo en secreto durante dos semanas y media antes de ser anunciado oficialmente.

### Compromiso y boda

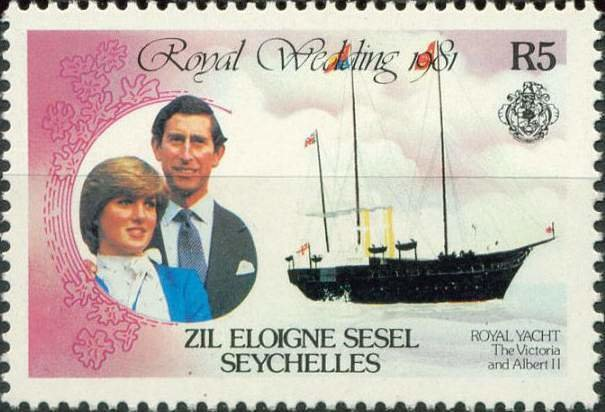
La boda de Diana y Carlos conmemorada con un sello del Correo de Seychelles, 1981.

Su compromiso se hizo oficial el 24 de febrero de 1981. Diana eligió su propio anillo de compromiso. Tras el compromiso, Diana dejó su ocupación como asistente de maestra de guardería y vivió durante un breve período en Clarence House, que era el hogar de la reina madre. Luego vivió en el Palacio de Buckingham hasta la boda, donde, según la biógrafa Ingrid Seward, su vida fue increíblemente solitaria. Diana fue la primera mujer inglesa en casarse con el primer sucesor al trono desde que Anne Hyde se casó con Jacobo II más de 300 años antes, y también fue la primera novia real en tener un trabajo remunerado antes de su compromiso. Hizo su primera aparición pública con el Príncipe Carlos en un baile benéfico en marzo de 1981 en Goldsmiths 'Hall, donde conoció a Grace Kelly, princesa de Mónaco.
Diana, de veinte años, se convirtió en princesa de Gales cuando se casó con Carlos el 29 de julio de 1981. La boda se celebró en la Catedral de San Pablo, que ofrecía más asientos que la Abadía de Westminster, una iglesia que generalmente se usaba para nupcias reales. El servicio fue ampliamente descrito como una «boda de cuento de hadas» y fue visto por una audiencia televisiva mundial de 750 millones de personas mientras 600 000 espectadores se alineaban en las calles para ver a la pareja en el camino a la ceremonia. En el altar, Diana invirtió inadvertidamente el orden de los dos primeros nombres de Carlos, diciendo «Felipe Carlos» Arturo Jorge en su lugar. Ella no dijo que lo «obedecería»; ese voto tradicional quedó fuera a pedido de la pareja, lo que provocó algún comentario en su momento. Diana usó un vestido valorado en £ 9000 (equivalente a £ 34 750 en 2019) con un tren de 25 pies (7,62 m).
Después de convertirse en princesa de Gales, Diana adquirió automáticamente el rango como la tercera mujer más alta en el orden de precedencia británico (después de la reina y la reina madre), y fue quinta o sexta en los órdenes de precedencia de sus otros reinos, siguiendo el La reina, el virrey correspondiente, el duque de Edimburgo, la reina madre y el príncipe de Gales. A los pocos años de la boda, la reina extendió a Diana las muestras visibles de pertenencia a la familia real; le prestó la tiara del nudo del amante de la reina María, y le otorgó la insignia de la Orden de la Familia Real de la Reina Isabel II.

### Hijos

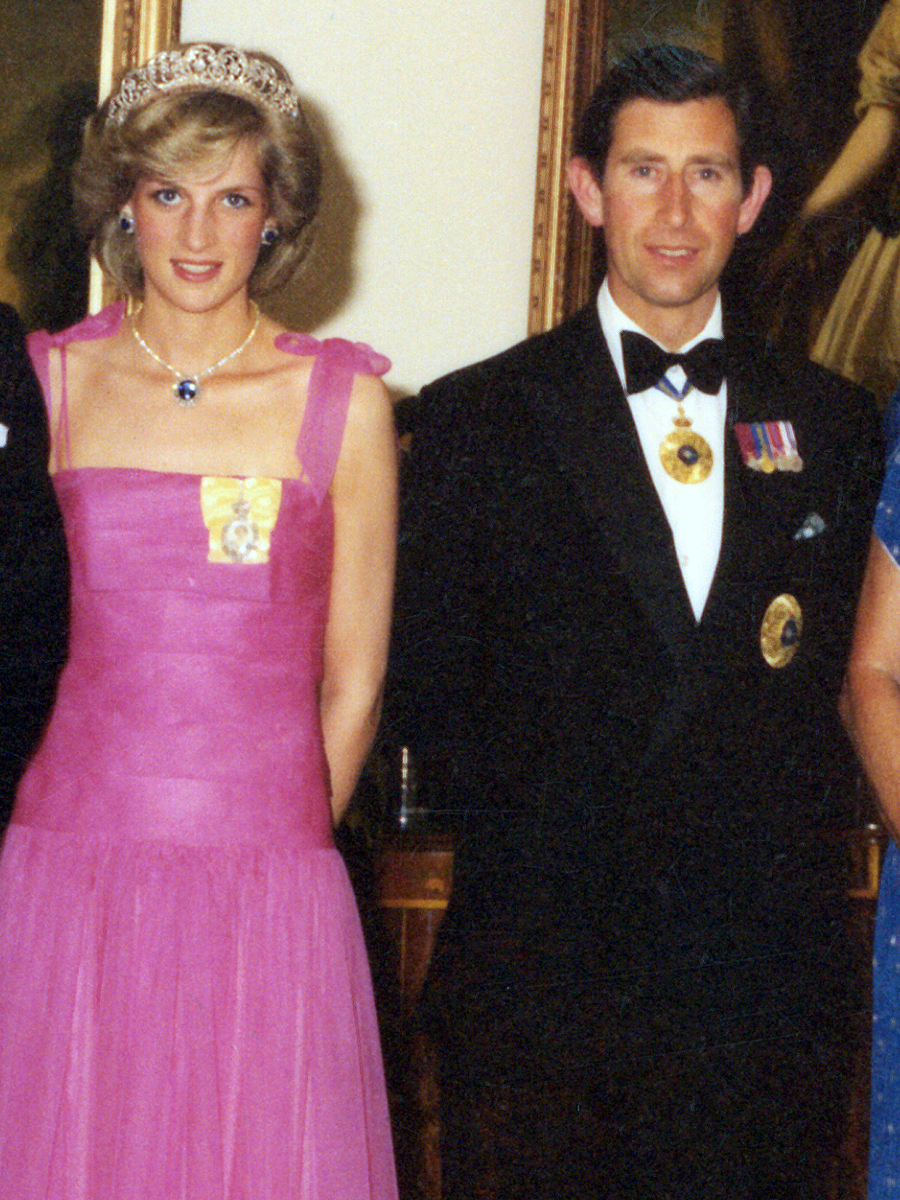
Diana y Carlos durante la gira real por Australia, en 1983.

La pareja tenía residencias en el Palacio de Kensington y Highgrove House, cerca de Tetbury. El 5 de noviembre de 1981 se anunció el embarazo de Diana. En enero de 1982, a las 12 semanas de embarazo, Diana se cayó por una escalera en Sandringham, sufriendo algunos hematomas, el ginecólogo real George Pinker fue convocado desde Londres; el feto resultó ileso. Diana confesó más tarde que se había arrojado intencionalmente por las escaleras porque se sentía «tan inadecuada». En febrero de 1982, se publicaron en los medios de comunicación imágenes de una Diana embarazada en bikini mientras estaba de vacaciones. Posteriormente, la reina emitió un comunicado y lo llamó «el día más negro en la historia del periodismo británico». El 21 de junio de 1982, Diana dio a luz al primer hijo de la pareja, el príncipe William. Posteriormente sufrió depresión posparto después de su primer embarazo. En medio de algunas críticas de los medios, decidió llevar a William, que todavía era un bebé, a sus primeras giras importantes por Australia y Nueva Zelanda, y la decisión fue aplaudida por el público. Por su propia admisión, Diana no había tenido la intención de llevarse a William inicialmente hasta que Malcolm Fraser, el primer ministro australiano, hizo la sugerencia.
Un segundo hijo, príncipe Harry, nació el 15 de septiembre de 1984. La princesa dijo que ella y Carlos fueron más cercanos durante su embarazo con Harry. Ella sabía que su segundo hijo era un niño, pero no compartió el conocimiento con nadie más, incluido Carlos.
Diana les dio a sus hijos experiencias más amplias de lo que era habitual para los niños reales. Rara vez se refería a Carlos o a la familia real y, a menudo, se mostraba intransigente cuando se trataba de los niños. Ella eligió sus nombres de pila, despidió a una niñera de la familia real (y contrató a una de su propia elección), seleccionó sus escuelas y ropa, planeó sus salidas y los llevó a la escuela ella misma tan a menudo como su horario lo permitía. También organizó sus funciones públicas en torno a sus horarios.
Les inculcó una magnífica educación y valores humanistas, y con ellos realizó actividades que no eran típicas de la monarquía, con la firme determinación de que tuvieran una infancia como cualquier otra persona que no perteneciera a ese estatus: los llevó a restaurantes de comida rápida, parques temáticos o bien a centros de tratamiento para enfermos y a albergues de necesitados, procurando que sus hijos conocieran de primera fuente la situación de personas sin recursos.

### Problemas maritales

El príncipe y la princesa de Gales con Nancy Reagan y Ronald Reagan, en noviembre de 1985.

Cinco años después de casados, la incompatibilidad de la pareja y la diferencia de edad de doce años se hicieron visibles y perjudiciales. Carlos reanudó su relación con su exnovia Camilla Parker Bowles, y Diana más tarde comenzó una con el mayor James Hewitt, el antiguo instructor de equitación de la familia —al parecer ya había tenido una aventura con su guardaespaldas Barry Mannakee—. Los medios especularon que Hewitt era el padre de Enrique en lugar de Carlos, basándose en la supuesta similitud física entre Hewitt y el príncipe, pero Hewitt y otros lo han negado. El duque de Sussex nació dos años antes de que su madre y Hewitt comenzaran su aventura.
En 1987, las grietas en la pareja se habían hecho visibles y la prensa informaba sobre la infelicidad y la actitud fría entre ambos. En 1989, Diana estaba en una fiesta de cumpleaños de la hermana de Camilla, Annabel Elliot, cuando confrontó a Camilla sobre su relación extramarital con Carlos. Estos asuntos fueron expuestos más tarde en mayo de 1992 con la publicación del libro de Andrew Morton, Diana: Her True Story. El libro, que también reveló la supuesta infelicidad suicida de Diana, provocó una tormenta mediática. En 1991, James Colthurst había realizado entrevistas secretas con Diana en las que ella había hablado sobre sus problemas y dificultades maritales. Estas grabaciones se utilizaron más tarde como fuente para el libro de Morton.
La reina y el duque de Edimburgo organizaron una reunión entre Carlos y Diana e intentaron sin éxito lograr una reconciliación. Felipe le escribió a Diana y le expresó su decepción por las aventuras extramatrimoniales tanto de ella como de Carlos; le pidió que examinara su comportamiento desde el punto de vista del otro. El duque fue directo y una sensible Diana encontró las cartas difíciles de aceptar pero, sin embargo, agradeció las buenas intenciones que tenía su suegro. Algunas personas, incluida Simone Simmons —amiga cercana de la princesa—, alegaron que Diana y Felipe tenían una relación llena de tensión; sin embargo, otros observadores dijeron que las cartas no mostraban signos de fricción entre ellas. Más tarde, Felipe emitió una declaración, negando públicamente las acusaciones de que había insultado a Diana.

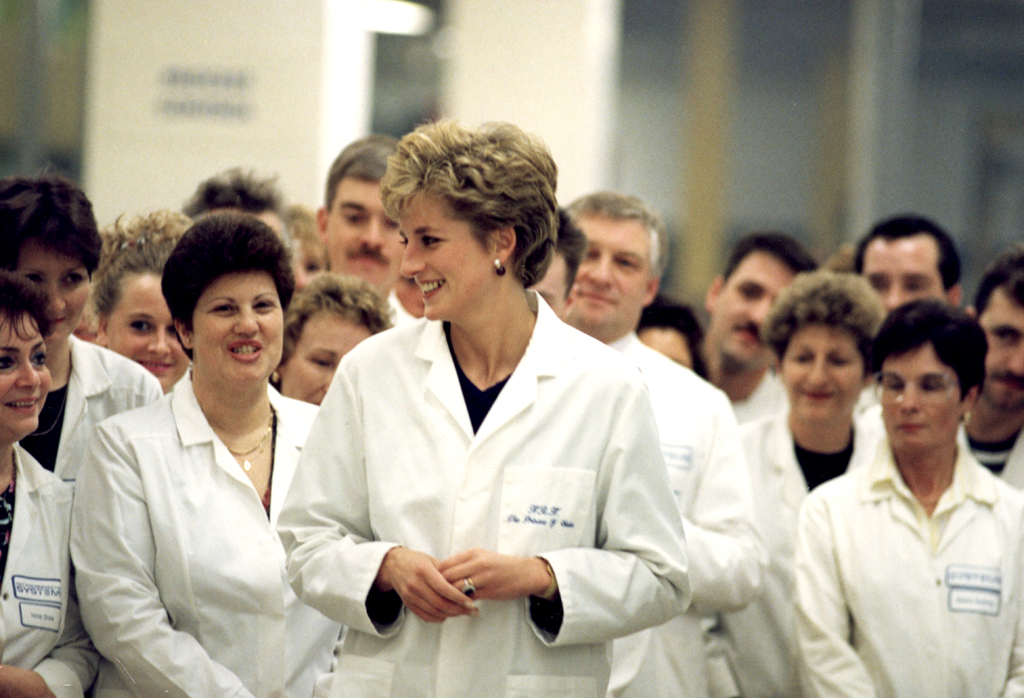
Diana en South Shields, 1992.

Durante 1992 y 1993, las cintas filtradas de conversaciones telefónicas se reflejaron negativamente tanto en Carlos como en Diana. Las grabaciones de Diana y James Gilbey se hicieron públicas en agosto de 1992, y las transcripciones se publicaron el mismo mes. El artículo «Squidgygate» fue seguido en noviembre de 1992 por las cintas filtradas de «Camillagate», intercambios íntimos entre Carlos y Camila, publicados en los tabloides. En diciembre de 1992, el primer ministro, John Major anunció la «separación amistosa» de la pareja a la Cámara de los Comunes.
Entre 1992 y 1993, Diana contrató al entrenador de voz Peter Settelen para que la ayudara a desarrollar su voz para hablar en público. En un video grabado por Settelen en 1992, Diana dijo que desde 1984 hasta 1986, había estado «profundamente enamorada de alguien que trabajaba en este entorno». Se cree que se refería a Barry Mannakee, quien fue transferido a la Brigada de Protección Diplomática en 1986 después de que sus gerentes determinaran que su relación con Diana había sido inapropiada. Diana dijo en la cinta que Mannakee había sido «echado» de su papel como su guardaespaldas luego de sospechar que los dos estaban teniendo una aventura. Penny Junor sugirió en su libro de 1998 que Diana estaba en una relación romántica con Mannakee. Los amigos de Diana rechazaron la afirmación por absurda. En las cintas que se publicaron posteriormente, Diana dijo que sentía algo por ese «alguien» y dijo que «estaba muy feliz de dejar todo esto [y] simplemente irme a vivir con él». Ella lo describió como «el mejor amigo [que ha] tenido», aunque negó cualquier relación sexual con él. También habló con amargura de su esposo diciendo que «[Él] me hizo sentir tan inadecuada en todas las formas posibles, que cada vez que salía a tomar aire, él me empujaba hacia abajo de nuevo».
La tía de Carlos, la princesa Margarita, quemó cartas «muy personales» que Diana había escrito a la reina madre en 1993. El biógrafo William Shawcross consideró que la acción de Margarita era «comprensible», ya que estaba protegiendo a su madre y a otros miembros de la familia, pero «lamentable» desde un punto de vista histórico.
Aunque culpó a Camilla Parker Bowles por sus problemas matrimoniales, Diana comenzó a creer que su esposo también había estado involucrado en otros asuntos. En octubre de 1993, Diana le escribió a su mayordomo Paul Burrell, diciéndole que creía que su esposo ahora estaba enamorado de su asistente personal Tiggy Legge-Bourke, quien también era la ex niñera de sus hijos, y que planeaba matarla «para dejarle libre el camino para casarse con Tiggy». Legge-Bourke había sido contratado por Carlos como un joven compañero de sus hijos mientras estaban bajo su cuidado, y Diana estaba resentida con Legge-Bourke y su relación con los jóvenes príncipes. El príncipe Carlos buscó el entendimiento público a través de una entrevista televisada con Jonathan Dimbleby el 29 de junio de 1994. En la entrevista, dijo que había reavivado su relación con Camilla en 1986 sólo después de que su matrimonio con Diana se había «roto irremediablemente». En el mismo momento, Diana acudió a un evento organizado por Vanity Fair luciendo un polémico conjunto que pasaría a ser conocido posteriormente como el «vestido de la venganza».
En el mismo año, News of the World afirmó que Diana había hecho más de 300 llamadas telefónicas al marchante de arte casado Oliver Hoare. Se comprobó que estas llamadas se habían realizado tanto desde su apartamento del Palacio de Kensington como desde la cabina telefónica a las afueras del palacio. Según el obituario de Hoare, había pocas dudas de que ella había tenido una relación con él. Sin embargo, Diana negó cualquier relación romántica con Hoare, a quien describió como un amigo, y dijo que «un niño» era la fuente de las llamadas molestas que se le hacían a Hoare. La prensa también la relacionó con el jugador de rugby Will Carling y el inversor de capital privado Theodore J. Forstmann, pero estas afirmaciones no fueron confirmadas ni probadas.

### Divorcio

#### Entrevista de Diana para BBC

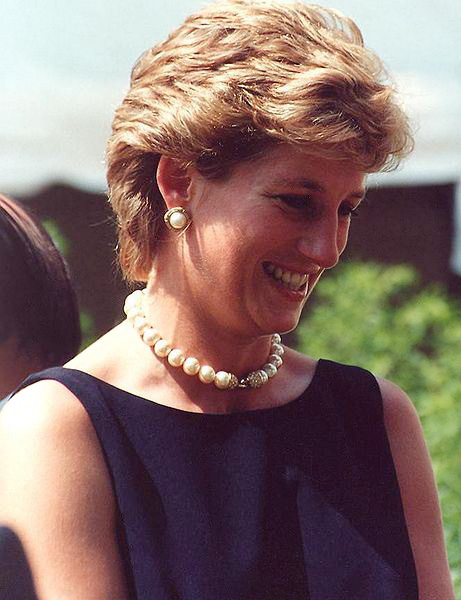
La princesa de Gales en Rusia, 1995.

El periodista Martin Bashir entrevistó a Diana para el programa Panorama de actualidad de la BBC. La entrevista se transmitió el 20 de noviembre de 1995. La princesa habló sobre sus asuntos extramatrimoniales y los de su marido. Refiriéndose a la relación de Carlos con Camilla: «Bueno, éramos tres en este matrimonio, así que estaba un poco abarrotado». También expresó dudas sobre la idoneidad de su marido para la realeza. Las autoras Tina Brown, Sally Bedell Smith y Sarah Bradford apoyan la admisión de Diana en la entrevista de que había sufrido depresión, «bulimia desenfrenada» y había participado en numerosas ocasiones en el acto de automutilación; la transcripción del programa registra a Diana confirmando muchos de sus problemas de salud mental, incluido que se había «lastimado [sus] brazos y piernas». La combinación de enfermedades que la propia Diana dijo haber sufrido dio lugar a que algunos de sus biógrafos opinaran que tenía un trastorno límite de la personalidad. También denunció el constante acoso por parte de fotógrafos, paparazzi y periodistas. Además, se refirió al escaso apoyo que recibía de la familia real y a sus propias infidelidades. Finalmente, propuso un concepto diferente de monarquía: vinculado más estrechamente con el pueblo. Su actitud le valió el apodo de «La Princesa del Pueblo». La entrevista resultó ser el punto de inflexión.

#### Separación oficial y consecuencias
El 20 de diciembre, el Palacio de Buckingham anunció que la reina había enviado cartas a Carlos y Diana, aconsejándoles que se divorciaran. La medida de la reina fue respaldada por el primer ministro y por consejeros privados de alto nivel y, según la BBC, se decidió después de dos semanas de conversaciones. Carlos aceptó formalmente el divorcio en una declaración escrita poco después. En febrero de 1996, Diana anunció su acuerdo después de negociaciones con Carlos y representantes de la reina, irritando al Palacio de Buckingham al publicar su propio anuncio del acuerdo de divorcio y sus términos. En julio de 1996, la pareja acordó las condiciones de su divorcio. Esto siguió poco después de la acusación de Diana de que la niñera y asistente personal de Carlos, Tiggy Legge-Bourke, había abortado a su hijo, después de lo cual Legge-Bourke instruyó a su abogado Peter Carter-Ruck para que exigiera una disculpa. El secretario privado de Diana, Patrick Jephson, renunció poco antes de que se conociera la historia, y luego escribió que ella se había «regocijado al acusar a Legge-Bourke de haber tenido un aborto». Años después se demostró que el periodista Martin Bashir falsificó pruebas para incriminar a Tiggy Legge-Bourke ante Diana.
El decreto nisi se otorgó el 15 de julio de 1996 y el divorcio finalizó el 28 de agosto de 1996. Diana estuvo representada por Anthony Julius en el caso. Recibió un acuerdo de suma global de £17 millones (equivalente a £32,144,626 en 2019), así como £ 400 000 por año. La pareja firmó un acuerdo de confidencialidad que les prohibía discutir los detalles del divorcio o de su vida matrimonial. Días antes, se emitieron cartas de patente con reglas generales para regular los títulos reales después del divorcio. Diana perdió el estilo de «Su Alteza Real», pero conservó el título de princesa de Gales. Como la madre del príncipe que esperaba ascender algún día al trono, siguió siendo considerada miembro de la familia real y se le concedió la misma precedencia que disfrutó durante su matrimonio. Según los informes, la reina quería que Diana siguiera usando el estilo de Alteza Real después de su divorcio, pero Carlos había insistido en eliminarlo. Se informó que el príncipe William había tranquilizado a su madre diciendo: «No te preocupes, mamá, te lo devolveré algún día cuando sea rey». Casi un año antes, según Tina Brown, Felipe le había advertido a Diana: «Si no te portas, mi niña, te quitaremos el título». Se dice que ella respondió: «Mi título es mucho más antiguo que el tuyo, Felipe».
Diana se convirtió en la única princesa no real de la historia del Reino Unido; sin embargo, pudo mantener su residencia en el Palacio de Kensington. Su propósito era mantener buenas relaciones con la familia real Británica por el bien de sus hijos (en ese momento, el segundo y el tercero en la línea de sucesión).

#### Tiara de los Enamorados de Cambridge
Tras el divorcio, Diana tuvo que restituir a la reina la Tiara de los Enamorados de Cambridge, un obsequio de bodas que había utilizado en múltiples ocasiones. Desde entonces, Diana se centró en sus colaboraciones solidarias, y proyectó una imagen aún más carismática y cercana. También prestó su imagen pública a diferentes organismos humanitarios y apareció en multitud de actos en beneficio de los sectores más marginados de la sociedad. Por aquel entonces, ya era considerada un ícono de moda y elegancia a nivel internacional. Entretanto, la prensa sensacionalista continuó explotando todas las facetas imaginables de Lady Di.

## Vida pública

### Apariciones públicas
Después de su compromiso con el príncipe Carlos, Diana hizo su primera aparición pública oficial en marzo de 1981 en un evento de caridad en Goldsmiths 'Hall. En octubre de 1981, Carlos y Diana visitaron Gales. Diana asistió a la ceremonia de apertura del Parlamento por primera vez el 4 de noviembre de 1981. Su primer compromiso en solitario fue una visita a Regent Street el 18 de noviembre de 1981 para encender las luces de Navidad. Asistió al desfile del estandarte por primera vez en junio de 1982, y luego hizo su aparición en el balcón del Palacio de Buckingham. La princesa hizo su gira inaugural en el extranjero en septiembre de 1982, para asistir al funeral de estado de Grace, princesa de Mónaco. También en 1982, Diana acompañó a Carlos a los Países Bajos y la reina Beatriz la creó una Gran Cruz de la Orden de la Corona.

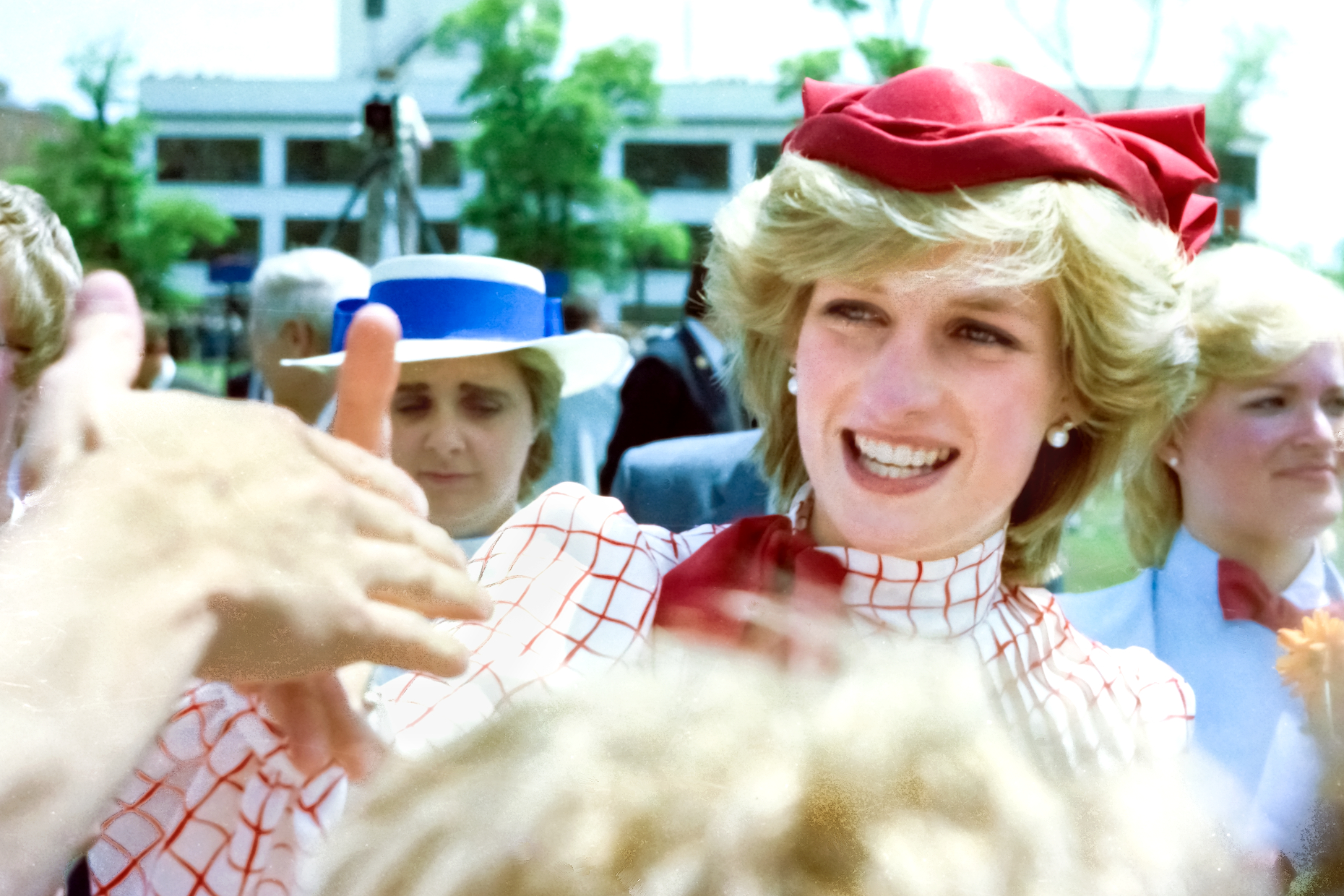
Diana en Halifax, Nueva Escocia, Canadá, en 1983.

En 1983, acompañó a Carlos en una gira por Australia y Nueva Zelanda con el príncipe Guillermo. La gira fue un éxito y la pareja atrajo inmensas multitudes, aunque la prensa se centró más en Diana que en Carlos, acuñando el término «Dianamanía» como una referencia a la obsesión de la gente por ella. En Nueva Zelanda, la pareja se reunió con representantes del pueblo Maorí. Su visita a Canadá en junio y julio de 1983 incluyó un viaje a Edmonton para abrir la Universiadas de verano de 1983 y una parada en Terranova para conmemorar el 400 aniversario de la adquisición de esa isla por parte de la Corona. En 1983, fue atacada por el Ejército de Liberación Nacional de Escocia que intentó entregarle una carta bomba.
En febrero de 1984, Diana era la patrocinadora del London City Ballet cuando viajó sola a Noruega para asistir a una actuación organizada por la compañía. En abril de 1985, Carlos y Diana visitaron Italia, y más tarde se les unieron los príncipes Guillermo y Enrique. Se reunieron con el presidente Alessandro Pertini. Su visita a la Santa Sede incluyó una audiencia privada con el papa Juan Pablo II. En otoño de 1985, regresaron a Australia, y su gira fue bien recibida por el público y los medios de comunicación, quienes se refirieron a Diana como la «Princesa Di-amond» y la «Joya de la Corona». En noviembre de 1985, la pareja visitó Estados Unidos y se reunió con el presidente Ronald Reagan y la primera dama Nancy Reagan en la Casa Blanca. Diana tuvo un año ajetreado en 1986 cuando ella y Carlos realizaron una gira por Japón, Indonesia, España y Canadá. En Canadá, visitaron la Expo 86, donde Diana se desmayó en el Pabellón de California. En noviembre de 1986, realizó una gira de seis días por Omán, Catar, Baréin y Arabia Saudita, donde conoció al rey Fahd y al sultán Qaboos bin Said al Said.
En 1988, Carlos y Diana visitaron Tailandia y realizaron una gira por Australia para las celebraciones del bicentenario. En febrero de 1989, pasó unos días en Nueva York como visita individual, principalmente para promocionar las obras de la Ópera Nacional Galesa, de la que era mecenas. Durante un recorrido por el Centro hospitalario de Harlem, tuvo un profundo impacto en el público al abrazar espontáneamente a un niño de siete años con sida. En marzo de 1989, realizó su segundo viaje al golfo Pérsico, en el que visitó Kuwait y los Emiratos Árabes Unidos.

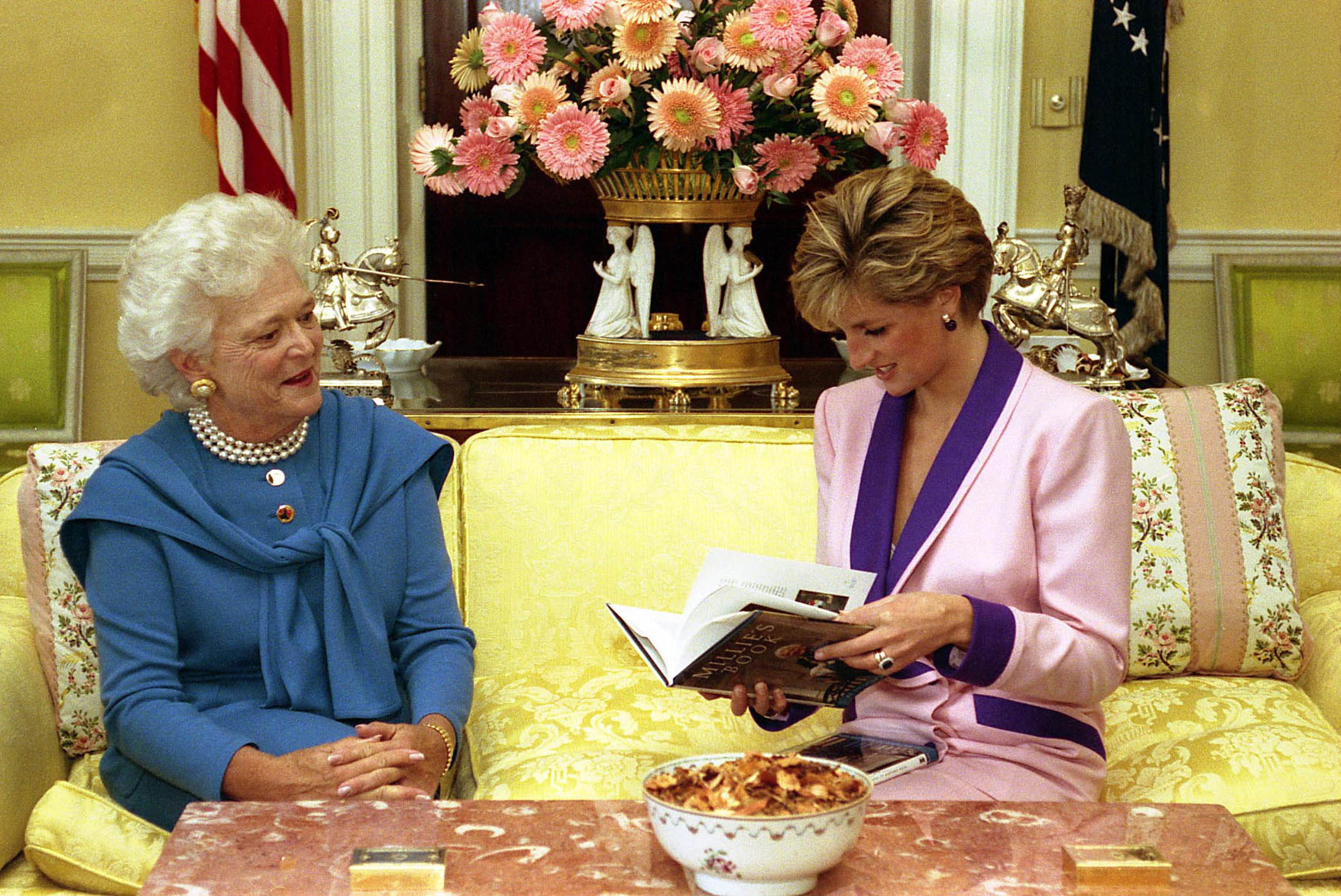
Diana con la primera dama de Estados Unidos, Barbara Bush, en el Salón Oval Amarillo, 1990.

En marzo de 1990, Diana y Carlos realizaron una gira por Nigeria y Camerún. El presidente de Camerún organizó una cena oficial para darles la bienvenida en Yaundé. Los aspectos más destacados de la gira incluyeron visitas de Diana a hospitales y proyectos centrados en el desarrollo de la mujer. En mayo de 1990, visitaron Hungría durante cuatro días. Fue la primera visita de miembros de la familia real a «un antiguo país del Pacto de Varsovia». Asistieron a una cena ofrecida por el presidente Árpád Göncz y vieron una exhibición de moda en el Museo de Artes Aplicadas de Budapest. El Instituto Peto fue uno de los lugares visitados por Diana, quien entregó a su director un OBE honorífico. En noviembre de 1990, la pareja real fue a Japón para asistir a la entronización de Akihito.
En su deseo de desempeñar un papel alentador durante la Guerra del Golfo, Diana visitó Alemania en diciembre de 1990 para reunirse con las familias de los soldados. Posteriormente, viajó a Alemania en enero de 1991 para visitar RAF Bruggen, y más tarde escribió una carta alentadora que se publicó en Soldier, Navy News y RAF News. En 1991, Carlos y Diana visitaron la Queen's University en Kingston, Ontario, donde le obsequiaron a la universidad una réplica de su carta real. En septiembre de 1991, Diana visitó Pakistán en un viaje en solitario y fue a Brasil con Carlos. Durante la gira brasileña, Diana visitó organizaciones que luchaban contra la falta de vivienda entre los niños de la calle. Sus últimos viajes con Carlos fueron a India y Corea del Sur en 1992. Visitó el hospicio de la Madre Teresa en Calcuta en 1992. Las dos mujeres se volvieron a encontrar ese año y desarrollaron una relación personal. También fue durante la gira por la India que las fotografías de Diana sola frente al Taj Mahal ocuparon los titulares. En noviembre de 1992, realizó un viaje oficial en solitario a Francia y tuvo una audiencia con el presidente François Mitterrand.
En diciembre de 1993 anunció que se retiraría de la vida pública, pero en noviembre de 1994 dijo que deseaba «hacer un regreso parcial». En su calidad de vicepresidenta de la Cruz Roja Británica, estaba interesada en desempeñar un papel importante en las celebraciones de su 125 aniversario. Más tarde, la reina la invitó formalmente a asistir a las celebraciones del aniversario del Día D. En febrero de 1995, Diana visitó Japón. Hizo una visita formal al emperador Akihito y la emperatriz Michiko, y visitó el Hospital Nacional de Niños en Tokio. En junio de 1995, Diana fue al festival de arte de la Bienal de Venecia, y también visitó Moscú, donde recibió el Premio Internacional Leonardo. En noviembre de 1995, Diana realizó un viaje de cuatro días a Argentina para asistir a un evento benéfico. La princesa visitó muchos otros países, incluidos Bélgica, Nepal, Suiza y Zimbabue, junto con muchos otros. Durante su separación de Carlos, que duró casi cuatro años, participó en importantes ocasiones nacionales como miembro de alto rango de la familia real, entre las que se incluyen «las conmemoraciones del 50 aniversario del Día de la Victoria en Europa y el Día de la Victoria sobre Japón», en 1995. La celebración del 36º y último cumpleaños de la princesa se llevó a cabo en la Tate Gallery, que también fue un evento conmemorativo del 100º aniversario de la galería. En julio de 1997, Diana asistió al funeral de Gianni Versace en Milán.

### Obra solidaria y mecenazgo
En 1983, le confió al primer ministro de Terranova, Brian Peckford, «Me resulta muy difícil hacer frente a las presiones de ser princesa de Gales, pero estoy aprendiendo a sobrellevarlo». Se esperaba que ella hiciera apariciones públicas regulares en hospitales, escuelas y otras instalaciones, en el modelo de patrocinio real del siglo XX. Desde mediados de la década de 1980, se asoció cada vez más con numerosas organizaciones benéficas. Realizó 191 compromisos oficiales en 1988 y 397 en 1991. La princesa desarrolló un intenso interés en enfermedades graves y asuntos relacionados con la salud fuera del ámbito de la participación real tradicional, incluidos el sida y la lepra. En reconocimiento de su efecto como filántropo, Stephen Lee, director del Instituto de Gerentes de Recaudación de Fondos de Caridad del Reino Unido, dijo que «su efecto general sobre la caridad es probablemente más significativo que el de cualquier otra persona en el siglo 20».

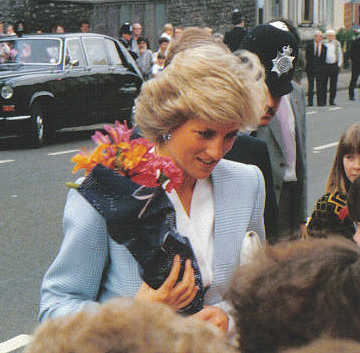
Diana en la inauguración oficial de un centro comunitario en Whitehall Road, Bristol, mayo de 1987.

Ella era la patrona de organizaciones benéficas y organizaciones que trabajaban con personas sin hogar, jóvenes, drogadictos y ancianos. Desde 1989, fue presidenta del Hospital para niños Great Ormond Street. Fue patrona del Museo de Historia Natural y presidenta de la Real Academia de Música. De 1984 a 1996, fue presidenta de Barnardo's, una organización benéfica fundada por Thomas John Barnardo en 1866 para cuidar a niños y jóvenes vulnerables. En 1988, se convirtió en patrona de la Cruz Roja Británica y apoyó a sus organizaciones en otros países como Australia y Canadá. Hizo varias visitas prolongadas cada semana al Royal Brompton Hospital, donde trabajó para consolar a pacientes gravemente enfermos o moribundos. De 1991 a 1996, fue patrocinadora de Headway, una asociación de lesiones cerebrales. En 1992, se convirtió en la primera patrocinadora de Chester Childbirth Appeal, una organización benéfica que había apoyado desde 1984. La organización benéfica, que lleva el nombre de uno de los títulos reales de Diana, podría recaudar más de £1 millón con su ayuda. En 1994, ayudó a su amiga Julia Samuel a lanzar la organización benéfica Child Bereavement UK que apoya a los niños «de familias militares, de víctimas de suicidio [y] padres con enfermedades terminales», y se convirtió en su patrocinadora. Más tarde, el príncipe Guillermo reemplazó a su madre como patrón real de la organización benéfica.
Sus patrocinios también incluyeron Landmine Survivors Network, Help the Aged, el Hospital Nacional de Neurología y Neurocirugía, la Fundación Británica del Pulmón, ¡Eureka! (patrocinador conjunto con el Príncipe Carlos), la Orquesta Nacional de Niños, Juventud de la Cruz Roja Británica, el Guinness Trust, Meningitis Trust, Malcolm Sargent Cancer Fund for Children, Royal School for the Blind, Ópera Nacional Galesa, Variety Club de Nueva Zelanda, Birthright, la Asociación Británica de Sordos (para la que aprendió el lenguaje de señas), All England Lawn Tennis and Croquet Club, Anglo-European College de quiropráctica, Real Instituto Antropológico de Gran Bretaña e Irlanda, Real Hospital Ortopédico Nacional, Asociación Deportiva Británica para Discapacitados, Ópera Juvenil Británica, Facultad de Cirugía Dental de la Real College of Surgeons of England, London City Ballet, Orquesta Sinfónica de Londres, Pre-School Playgroups Association, así como presidenta o patrocinadora de otras organizaciones benéficas.
En 1987, Diana recibió la Libertad Honoraria de la Ciudad de Londres, el más alto honor que la Ciudad de Londres puede otorgar a alguien. En junio de 1995 viajó a Moscú. Visitó un hospital infantil al que había apoyado anteriormente cuando les proporcionó equipo médico. En Moscú, recibió el Premio Internacional Leonardo, que se otorga a los mecenas y personas más distinguidos en las artes, la medicina y los deportes. En diciembre de 1995, Diana recibió el premio United Cerebral Palsy Humanitaria del año en la ciudad de Nueva York por sus esfuerzos filantrópicos. En octubre de 1996, por sus trabajos sobre los ancianos, recibió una medalla de oro en una conferencia sobre atención de la salud organizada por el Centro Pio Manzù en Rimini, Italia.
El día después de su divorcio, anunció su renuncia a más de 100 organizaciones benéficas y retuvo el patrocinio de solo seis: Centrepoint, English National Ballet, Great Ormond Street Hospital, The Leprosy Mission, National AIDS Trust y Royal Marsden Hospital. Continuó su trabajo con la Campaña de Minas Terrestres Antipersonal de la Cruz Roja Británica, pero ya no figuraba como patrocinadora.
En mayo de 1997, Diana abrió el Centro Richard Attenborough para la Discapacidad y las Artes en Leicester, después de que su amigo Richard Attenborough se lo pidiera. En junio de 1997, algunos de sus vestidos y trajes se vendieron en las casas de subastas de Christie's en Londres y Nueva York, y las ganancias que se obtuvieron de estos eventos se donaron a organizaciones benéficas. Su compromiso oficial final fue una visita al Hospital Northwick Park, Londres, el 21 de julio de 1997. Estaba programada para asistir a una recaudación de fondos en el Centro Osteopático para Niños el 4 de septiembre de 1997, a su regreso de París.

#### VIH/sida
La princesa comenzó su trabajo con pacientes con VIH/sida en la década de 1980. Ella no era reacia a tener contacto físico con pacientes con sida, y fue la primera figura real británica en hacerlo. En 1987, tomó de la mano a un paciente de sida en uno de sus primeros esfuerzos por desestigmatizar la afección. Diana señaló: «El VIH no hace que sea peligroso conocer a las personas. Puedes estrecharles la mano y darles un abrazo. Dios sabe que lo necesitan. Además, puedes compartir sus hogares, sus lugares de trabajo, sus áreas de juego y sus juguetes». Para decepción de Diana, la reina no apoyó este tipo de trabajo de caridad, sugiriendo que se involucre en «algo más placentero». En 1989, abrió Landmark Aids Centre en el sur de Londres. En octubre de 1990, Diana abrió Grandma's House, un hogar para pacientes jóvenes con sida en Washington, D.C. También fue patrocinadora del National AIDS Trust. En 1991, abrazó a un paciente durante una visita a la sala de sida del Hospital Middlesex, que había abierto en 1987 como la primera unidad hospitalaria dedicada a esta causa en el Reino Unido. Como patrocinadora de Turning Point, una organización de atención social y de salud, Diana visitó su proyecto en Londres para personas con VIH/sida en 1992. Posteriormente, estableció y dirigió campañas de recaudación de fondos para la investigación del sida.
En marzo de 1997, Diana visitó Sudáfrica, donde se reunió con el presidente Nelson Mandela. El 2 de noviembre de 2002, Mandela anunció que el Nelson Mandela Children's Fund se asociaría con el Diana, Princess of Wales Memorial Fund para ayudar a las personas con sida. Habían planeado la combinación de las dos organizaciones benéficas unos meses antes de su muerte. Más tarde, Mandela elogió a Diana por sus esfuerzos en torno al tema del VIH/sida: «Cuando acariciaba las extremidades de alguien con lepra o se sentaba en la cama de un hombre con VIH/sida y le tomaba la mano, transformó las actitudes públicas y mejoró la vida posibilidades de esas personas». Diana había utilizado su condición de celebridad para «luchar contra el estigma asociado a las personas que viven con el VIH/sida», dijo Mandela. En 2009, un panel en el que participaron Ian McKellen y Alan Hollinghurst eligió el retrato de Diana para mostrarlo en la exposición Icono Gay en la National Portrait Gallery de Londres. En octubre de 2017, la revista Attitude honró a Diana con su Premio Legacy por su trabajo sobre el VIH/sida. El príncipe Enrique recibió el premio en representación de su madre.

#### Minas terrestres

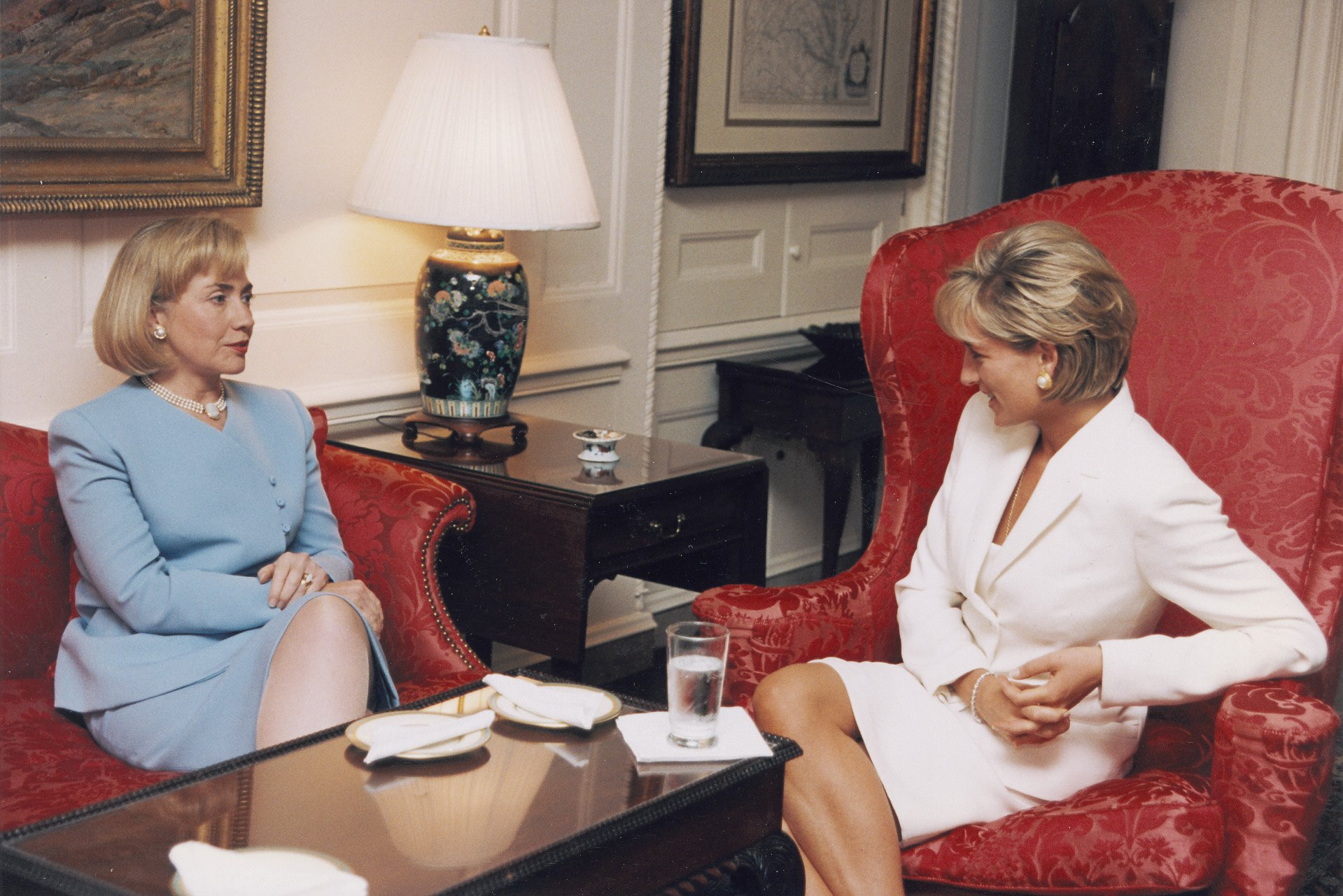
La primera dama de los Estados Unidos, Hillary Clinton y Diana, conversan en la Sala de Mapas luego de una campaña de recaudación de fondos sobre minas terrestres, 1997.

Diana era la patrocinadora de HALO Trust, una organización que elimina los escombros—en particular las minas terrestres—dejados por la guerra. En enero de 1997, se vieron en todo el mundo fotografías de Diana recorriendo un campo de minas angoleño con un casco balístico y un chaleco antibalas. Durante su campaña, fue acusada de entrometerse en política y Earl Howe, un funcionario del Ministerio de Defensa británico, la calificó de «bala perdida». A pesar de las críticas, HALO afirma que los esfuerzos de Diana dieron como resultado la sensibilización internacional sobre las minas terrestres y los sufrimientos posteriores causados por ellas. En junio de 1997, pronunció un discurso en una conferencia sobre minas terrestres celebrada en la Royal Geographical Society y viajó a Washington D. C. para ayudar a promover la campaña de minas terrestres de la Cruz Roja Estadounidense. Del 7 al 10 de agosto de 1997, pocos días antes de su muerte, visitó Bosnia y Herzegovina con Jerry White y Ken Rutherford de Landmine Survivors Network.

Su trabajo sobre la cuestión de las minas terrestres ha sido descrito como influyente en la firma del Tratado de Ottawa, que creó una prohibición internacional del uso de minas terrestres antipersonal. Al presentar la segunda lectura del proyecto de ley sobre minas terrestres de 1998 a la Cámara de los Comunes británica, el secretario de Relaciones Exteriores, Robin Cook, rindió homenaje al trabajo de Diana sobre las minas terrestres:
Todos los honorables miembros sabrán por sus bolsas de correos de la inmensa contribución hecha por Diana, Princesa de Gales, para llevar a casa a muchos de nuestros electores los costos humanos de las minas terrestres. La mejor manera de dejar constancia de nuestro aprecio por su trabajo y el trabajo de las ONG que han hecho campaña contra las minas terrestres es aprobar el proyecto de ley y allanar el camino hacia una prohibición mundial de las minas terrestres.
Unos meses después de la muerte de Diana en 1997, la Campaña Internacional para la Prohibición de las Minas Antipersona ganó el Premio Nobel de la Paz.

#### Cáncer
Para su primer viaje oficial en solitario, Diana visitó The Royal Marsden NHS Foundation Trust, un hospital de tratamiento de cáncer en Londres. Más tarde eligió esta organización benéfica para estar entre las organizaciones que se beneficiaron de la subasta de su ropa en Nueva York. El gerente de comunicaciones del fideicomiso dijo: «La princesa había hecho mucho para eliminar el estigma y el tabú asociados con enfermedades como el cáncer, el sida, el VIH y la lepra». Diana asumió la presidencia del hospital el 27 de junio de 1989. Diana abrió la Unidad de Cáncer Infantil Wolfson el 18 de febrero de 1994. En febrero de 1996, Diana, que había sido informada sobre un hospital oncológico recién inaugurado construido por Imran Khan, viajó a Pakistán para visitar sus salas de cáncer para niños y asistir a una cena de recaudación de fondos en ayuda de la organización benéfica en Lahore. Posteriormente, volvió a visitar el hospital en mayo de 1997. En junio de 1996, viajó a Chicago en su calidad de presidenta del Royal Marsden Hospital para asistir a un evento de recaudación de fondos en el Museo Field de Historia Natural y recaudó más de £1 millón para la investigación del cáncer. Además, visitó a pacientes en el Hospital del Condado de Cook y pronunció comentarios en una conferencia sobre cáncer de mama en la Facultad de Derecho Pritzker de la Universidad de Northwestern después de reunirse con un grupo de investigadores del cáncer de mama. En septiembre de 1996, después de que Katharine Graham le preguntara, Diana fue a Washington y se presentó en un desayuno en la Casa Blanca con respecto al Centro Nina Hyde para la Investigación del Cáncer de Mama. También asistió a un evento anual de recaudación de fondos para la investigación del cáncer de mama organizado por The Washington Post en el mismo centro.
En 1988, Diana abrió Children with Leukemia (luego rebautizada como Children with Cancer UK) en memoria de dos jóvenes víctimas de cáncer. En noviembre de 1987, pocos días después de la muerte de Jean O'Gorman por cáncer, Diana conoció a su familia. La muerte de Jean y su hermano la afectó y ayudó a su familia a establecer la caridad. Fue inaugurado por ella el 12 de enero de 1988 en Mill Hill Secondary School, y lo apoyó hasta su muerte en 1997.

#### Otras áreas
En noviembre de 1989, Diana visitó un hospital de lepra en Indonesia. Después de su visita, se convirtió en patrocinadora de Leprosy Mission, una organización dedicada a brindar medicamentos, tratamientos y otros servicios de apoyo a quienes padecen la enfermedad. Ella siguió siendo la patrocinadora de esta organización benéfica y visitó varios de sus hospitales en todo el mundo, especialmente en India, Nepal, Zimbabue y Nigeria hasta su muerte en 1997. Tocó a los afectados por la enfermedad cuando muchas personas creían que podía contraerse a través del contacto casual. «Siempre ha sido mi preocupación tocar a las personas con lepra, tratando de mostrar con un simple acto que no se les vilipendia, ni se nos repugna», comentó. El Centro de Medios y Educación para la Salud de la Princesa Diana de Gales en Noida, India, fue inaugurado en su honor en noviembre de 1999, financiado por el Fondo Conmemorativo de la Princesa Diana de Gales para brindar apoyo social a las personas afectadas por la lepra y la discapacidad.

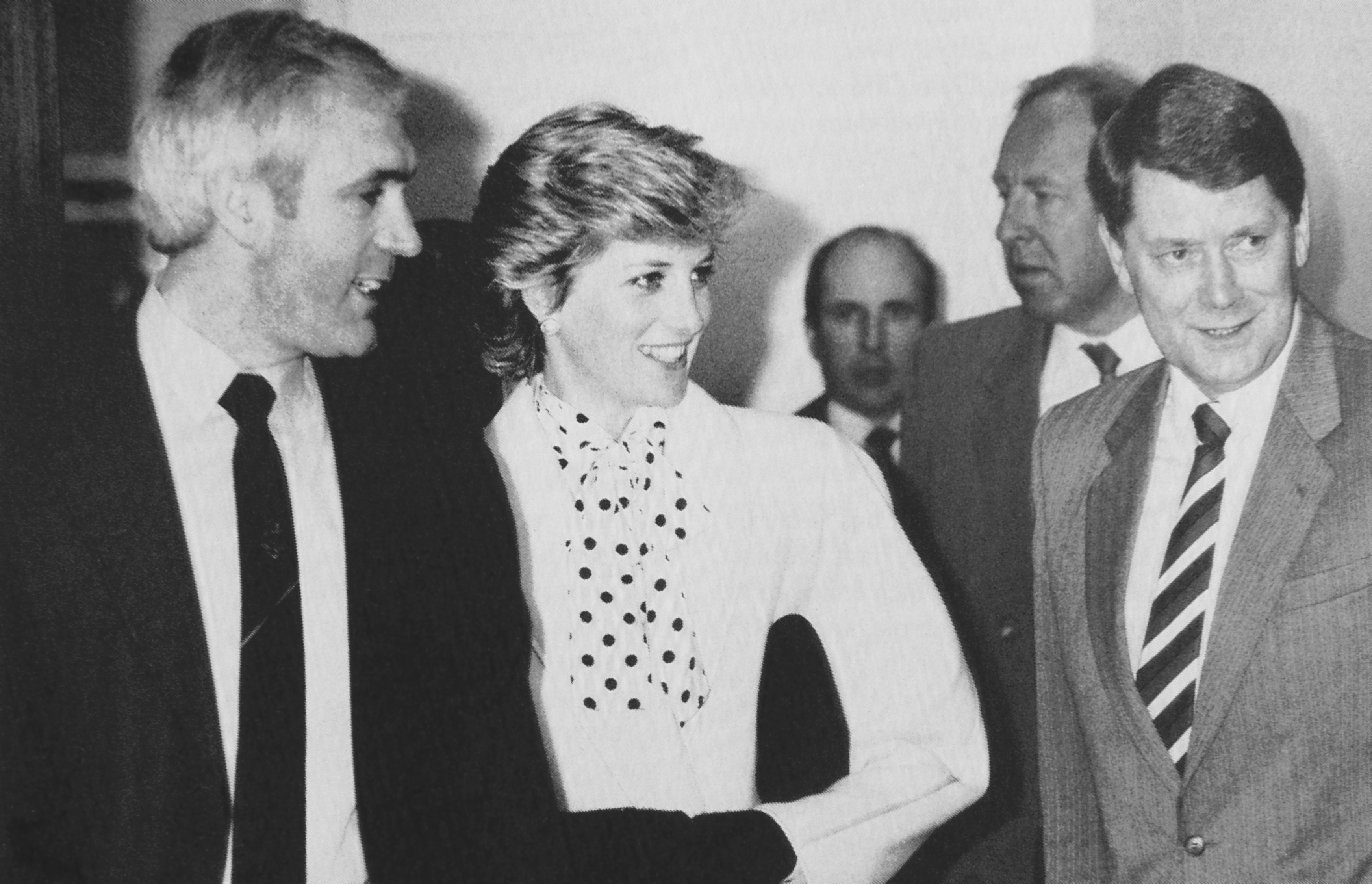
Diana visitando el escuadrón antidrogas de la policía de West Midlands, en 1987.

Diana fue una antigua y activa defensora de Centrepoint, una organización benéfica que brinda alojamiento y apoyo a las personas sin hogar, y se convirtió en patrocinadora en 1992. Apoyó a organizaciones que luchan contra la pobreza y la falta de vivienda, incluido The Passage. La princesa apoyaba a los jóvenes sin hogar y habló en su nombre diciendo «Todos merecemos hogar sin importar que». «Nosotros, como parte de la sociedad, debemos asegurarnos de que los jóvenes—que son nuestro futuro—tengan la oportunidad que merecen», dijo. Diana solía llevar a los jóvenes Guillermo y Enrique a visitas privadas a los servicios de Centrepoint y refugios para personas sin hogar. «Los jóvenes de Centrepoint siempre se sintieron realmente conmovidos por sus visitas y por sus sentimientos genuinos por ellos», dijo uno de los miembros del personal de la organización benéfica. Más tarde, el príncipe Guillermo se convirtió en el patrón de esta organización benéfica.
Diana fue una defensora acérrima y desde hace mucho tiempo de organizaciones benéficas y organizaciones que se centraban en problemas sociales y mentales, incluidos Relate y Turning Point. Relate se relanzó en 1987 como una versión renovada de su predecesor, el National Marriage Guidance Council. Diana se convirtió en su mecenas en 1989. Turning Point, una organización de atención médica y social, fue fundada en 1964 para ayudar y apoyar a los afectados por el abuso de drogas y alcohol y problemas de salud mental. Se convirtió en la patrona de la organización benéfica en 1987 y visitó la organización benéfica con regularidad, conociendo a los enfermos en sus centros o instituciones, incluidos Rampton y Broadmoor. En 1990, durante un discurso para Turning Point, dijo: «Se necesita profesionalismo para convencer a un público que duda de que debe aceptar entre ellos a muchos de los diagnosticados como psicóticos, neuróticos y otros enfermos que las comunidades victorianas decidieron que debían mantenerse fuera de la vista en la seguridad de las instituciones mentales». A pesar de los problemas de protocolo de viajar a un país musulmán, hizo un viaje a Pakistán más tarde ese año para visitar un centro de rehabilitación en Lahore como una señal de «su compromiso de trabajar contra el abuso de drogas».

### Privacidad y cuestiones legales
En noviembre de 1980, el Sunday Mirror publicó una historia afirmando que Carlos había usado el Tren Real dos veces para una cita amorosa secreta con Diana, lo que llevó al palacio a emitir una declaración, calificando la historia de «una fabricación total» y exigiendo una disculpa. Los editores del periódico, sin embargo, insistieron en que la mujer que subía al tren era Diana y se negaron a disculparse. En febrero de 1982, se publicaron en los medios de comunicación imágenes de una Diana embarazada en bikini mientras estaba de vacaciones. Posteriormente, la reina emitió un comunicado y lo llamó «el día más negro en la historia del periodismo británico».
En 1993, Mirror Group Newspapers (MGN) publicó fotografías de Diana que fueron tomadas por el dueño del gimnasio Bryce Taylor. Las fotos la mostraban haciendo ejercicio en el gimnasio LA Fitness con «un leotardo y pantalones cortos de ciclismo». Los abogados de la princesa interpusieron de inmediato una denuncia penal que buscaba «una prohibición permanente de la venta y publicación de las fotografías» en todo el mundo. Sin embargo, algunos periódicos fuera del Reino Unido publicaron las imágenes. Los tribunales dictaron una orden judicial contra Taylor y MGN que prohibía «la publicación posterior de las imágenes». MGN luego se disculpó después de enfrentar muchas críticas del público. Se dice que MGN le dio a Diana £1 millón como pago por sus costos legales y donó £200 000 a sus organizaciones benéficas. Taylor también se disculpó y le pagó a Diana £300 000, aunque se alegó que un miembro de la familia real lo había ayudado económicamente.

## Vida personal después del divorcio

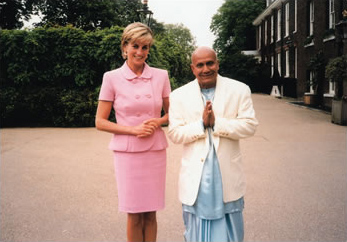
Diana reuniéndose con Sri Chinmoy en el Palacio de Kensington, 1997.

Después de su divorcio en 1996, Diana conservó el apartamento doble en el lado norte del Palacio de Kensington que había compartido con Carlos desde el primer año de su matrimonio; el apartamento siguió siendo su hogar hasta su muerte al año siguiente. También trasladó sus oficinas al Palacio de Kensington, pero se le permitió «usar los apartamentos estatales en el Palacio de St James». En un libro publicado en 2003, Paul Burrell afirmó que las cartas privadas de Diana habían revelado que su hermano, Lord Spencer, se había negado a permitirle vivir en Althorp, a pesar de su solicitud. También se le concedió un subsidio para administrar su oficina privada, que era responsable de su trabajo de caridad y deberes reales, pero a partir de septiembre de 1996 se le exigió que pagara sus facturas y «cualquier gasto» en que incurriera ella o en su nombre. Además, siguió teniendo acceso a las joyas que había recibido durante su matrimonio y se le permitió utilizar el transporte aéreo de la familia real y el gobierno británicos. A Diana también le ofreció seguridad el Grupo de Protección de Regalías de la Policía Metropolitana, del que se benefició mientras viajaba con sus hijos, pero la había rechazado en los últimos años de su vida en un intento de distanciarse de la familia real.
Diana salió con el cirujano cardíaco británico-paquistaní Hasnat Khan, a quien muchos de sus amigos más cercanos llamaron «el amor de su vida» después de su muerte, y se dice que ella lo describió como «Mr. Wonderful». En mayo de 1996, Diana visitó Lahore por invitación de Imran Khan, un pariente de Hasnat Khan, y visitó a la familia de este último en secreto. Khan fue intensamente privado y la relación se llevó a cabo en secreto, con Diana mintiendo a los miembros de la prensa que la interrogaron al respecto. Su relación duró casi dos años con diferentes versiones de quién la terminó. Se dice que ella habló de su angustia cuando «él» terminó su relación. Sin embargo, según el testimonio de Khan en la investigación sobre su muerte, fue Diana quien puso fin a su relación en el verano de 1997. Burrell también dijo que Diana terminó la relación en julio de 1997. Burrell también afirmó que la madre de Diana, Frances Shand Kydd, desaprobaba la relación de su hija con un musulmán. En el momento de la muerte de Diana en 1997, no había hablado con su madre en cuatro meses. Por el contrario, se informó que su relación con su madrastra separada había mejorado.
En un mes, Diana comenzó una relación con Dodi Al-Fayed, el hijo de su anfitrión de verano, Mohamed Al-Fayed. Ese verano, Diana había considerado llevar a sus hijos de vacaciones a los Hamptons en Long Island, Nueva York, pero los agentes de seguridad se lo impidieron. Después de decidir no viajar a Tailandia, aceptó la invitación de Fayed para reunirse con su familia en el sur de Francia, donde su complejo y su gran equipo de seguridad no preocuparían al escuadrón de Protección Real. Mohamed Al-Fayed compró el Jonikal, un yate multimillonario de 60 metros para entretener a Diana y sus hijos.

## Muerte

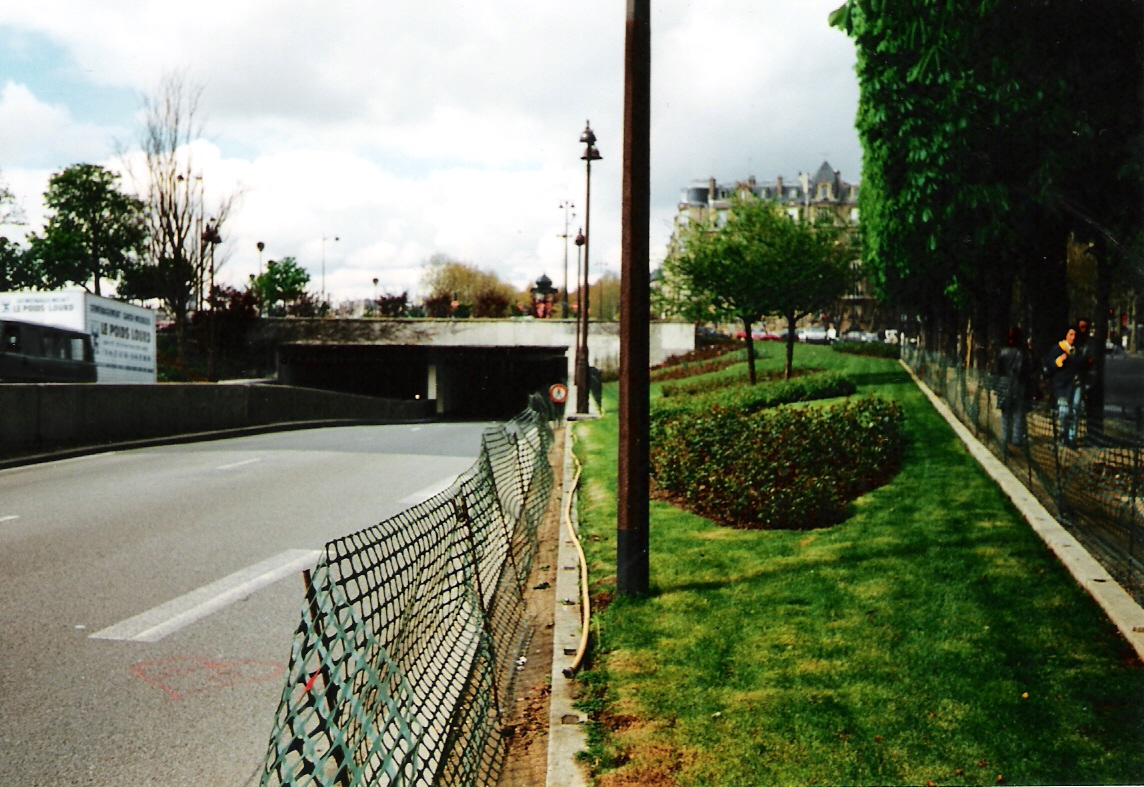
Entrada este del túnel Del Alma.

El 31 de agosto de 1997, Diana murió en un accidente automovilístico en el túnel del Pont de l'Alma, en la margen norte del río Sena, en París; mientras el conductor huía de los paparazzi. El accidente también resultó en la muerte de su pareja Dodi Al-Fayed y del conductor, Henri Paul, quien era el gerente de seguridad en funciones del Hôtel Ritz Paris. El guardaespaldas de Diana, Trevor Rees-Jones, sobrevivió al accidente. El funeral televisado, el 6 de septiembre, fue visto por una audiencia de televisión británica que alcanzó un máximo de 32,10 millones, que fue una de las cifras de audiencia más altas del Reino Unido. Millones más vieron el evento en todo el mundo.

### Homenaje, funeral y entierro
Aunque inicialmente la Familia Real se negó a conceder a Diana un funeral de Estado, las muestras de afecto y dolor por parte del pueblo británico obligaron al Palacio de Buckingham a cambiar de parecer. El protocolo es muy estricto y los funerales con exequias de Estado se reservan para miembros de la Casa Real con rango de majestad, o en su defecto, a gobernantes nacionales relevantes. En el protocolo, también existe un tipo de funeral llamado Funeral Real, reservado a miembros de la Casa Real que tienen rango de alteza real, categoría que la princesa tampoco poseía en el momento de su muerte. Así, y puesto que no existía normativa para una princesa del Reino Unido divorciada y madre del segundo y tercero en la línea de sucesión, hubo que acuñar un nuevo término para rendir honores fúnebres a Diana: «Un entierro único para una persona única». Así lo definió un portavoz de la Familia Real, más de 24 horas después del accidente.

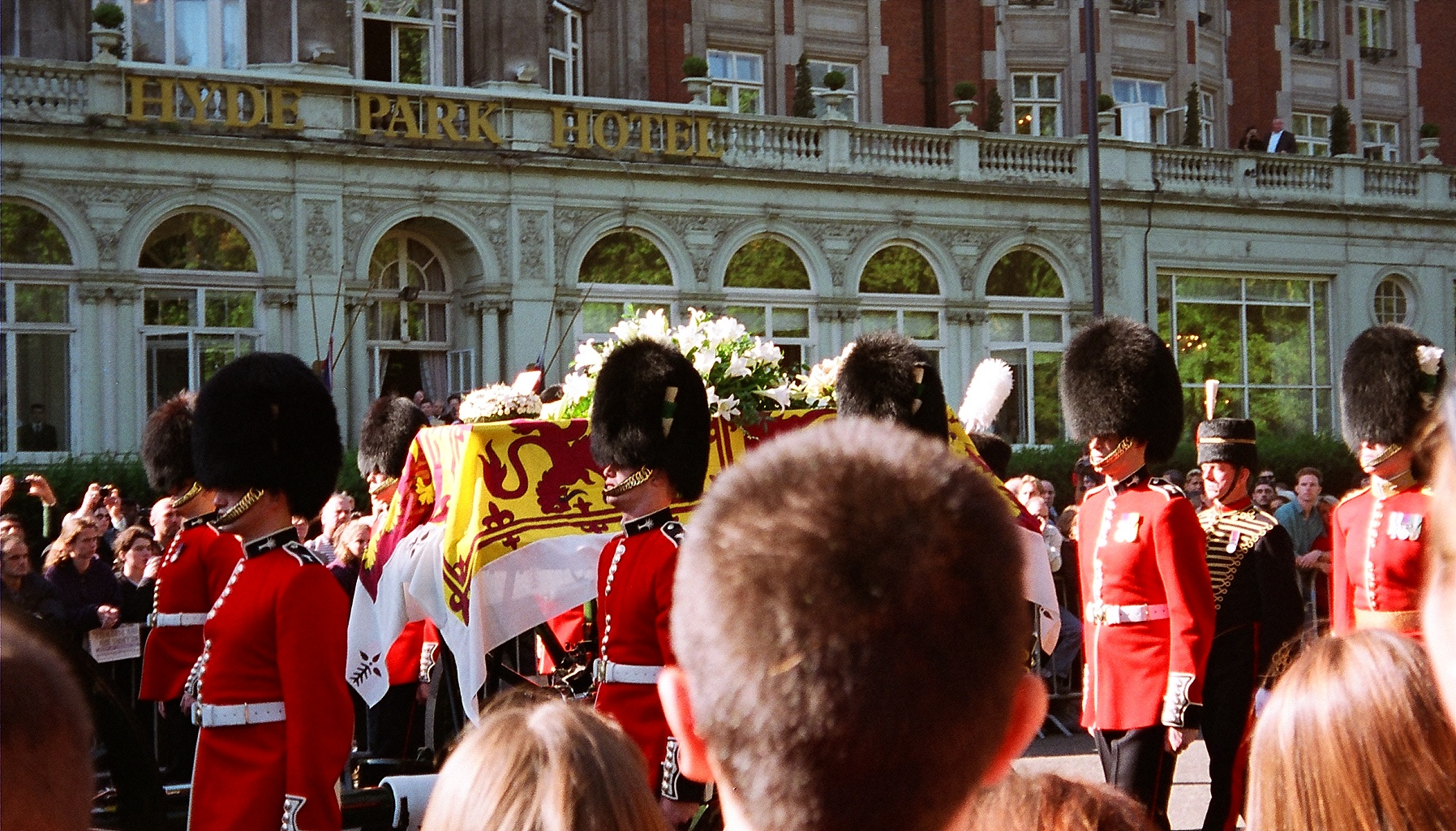
El féretro de Diana, envuelto en el estandarte real con un borde de armiño. La procesión funeraria atravesó las calles de Londres en su camino hacia la Abadía de Westminster.

La muerte repentina e inesperada de una figura real extraordinariamente popular provocó declaraciones de figuras importantes de todo el mundo y muchos homenajes por parte del público. La gente dejó flores, velas, tarjetas y mensajes personales fuera del Palacio de Kensington durante muchos meses. Su féretro, cubierto con la bandera real, fue transportado a Londres desde París por las dos hermanas del príncipe Carlos y Diana el 1 de septiembre de 1997 en la madrugada El féretro fue llevado a un depósito de cadáveres privado y luego colocado en la Capilla Real, en el Palacio de St. James, residencia oficial del príncipe de Gales, donde se habilitaron cuatro libros para permitir que todo visitante pudiera transmitir sus condolencias. El féretro permaneció cerrado en todo momento, pues los allegados a lady Diana así lo quisieron.
El 5 de septiembre, la reina Isabel II le rindió homenaje en una transmisión televisiva en vivo. El funeral de Diana tuvo lugar en la abadía de Westminster el 6 de septiembre en el que se decretó luto nacional. Sus hijos caminaron en la procesión fúnebre detrás de su féretro, junto con su exmarido, el príncipe de Gales, el duque de Edimburgo, el hermano de Diana, Lord Spencer, y representantes de algunas de sus organizaciones benéficas. Lord Spencer dijo de su hermana: «Ella demostró en el último año que no necesitaba ningún título real para continuar generando su tipo particular de magia». Reescrito en homenaje a Diana, «Candle in the Wind 1997» fue interpretado por Elton John en el funeral (la única ocasión en que la canción se ha interpretado en vivo). Lanzado como sencillo en 1997, las ganancias globales de la canción se destinaron a organizaciones benéficas de Diana.
El entierro tuvo lugar en privado más tarde el mismo día. Estuvieron presentes el exmarido, los hijos, la madre, los hermanos, un amigo cercano y un clérigo de Diana. El cuerpo de Diana estaba vestido con un vestido negro de manga larga diseñado por Catherine Walker, que había elegido unas semanas antes. Le pusieron en las manos un juego de rosarios que había recibido de la Madre Teresa. La tumba de Diana está en una isla dentro de los terrenos de Althorp Park, la casa de la familia Spencer durante siglos.
La ceremonia del entierro fue proporcionada por el 2.° Batallón del Regimiento Real de la Princesa de Gales, que llevó el féretro de Diana a la isla y la enterró. Diana fue Coronel en Jefe del Regimiento de 1992 a 1996. El plan original era que Diana fuera enterrada en la bóveda de la familia Spencer en la iglesia local en la cercana Great Brington, pero Lord Spencer dijo que estaba preocupado por la seguridad pública y la avalancha de visitantes que podrían abrumar a Great Brington. Decidió que Diana sería enterrada en un lugar donde William, Harry y otros parientes pudieran cuidar su tumba fácilmente y visitarla en privado.

### Teorías de conspiración, investigación y veredicto
La investigación judicial francesa inicial concluyó que el accidente fue causado por la intoxicación de Paul, la conducción imprudente, el exceso de velocidad (65 mph) y los efectos de los medicamentos recetados. En febrero de 1998, Mohamed Al-Fayed, padre de Dodi Fayed, dijo públicamente que el accidente, que mató a su hijo, había sido planeado y acusó al MI6 y al duque de Edimburgo. Una investigación llamada Operación Paget, que comenzó en Londres en 2004 y continuó en 2007-08, atribuyó el accidente a una conducción negligente por parte de Paul y a los paparazzi que lo perseguían, quienes obligaron a Paul a entrar en el túnel a toda velocidad. El 7 de abril de 2008, el jurado emitió un veredicto de «homicidio ilegal». Al día siguiente del veredicto final de la investigación, Al-Fayed anunció que pondría fin a su campaña de 10 años para establecer que la tragedia era un asesinato; dijo que lo hizo por el bien de los hijos de Diana.

## Eventos posteriores

#### Finanzas
Después de su muerte, Diana dejó una herencia de £21 millones, «obteniendo £17 millones después de impuestos sobre la herencia», que quedaron en manos de los fideicomisarios, su madre y su hermana, Lady Sarah. El testamento se firmó en junio de 1993, pero Diana lo modificó en febrero de 1996 para eliminar el nombre de su secretaria personal de la lista de fideicomisarios y hacer que su hermana lo reemplazara. Después de aplicar los impuestos personales y de sucesiones, quedó un patrimonio neto de £12,9 millones para distribuir entre los beneficiarios. Posteriormente, sus dos hijos heredaron la mayor parte de su patrimonio. A cada uno de ellos le quedaron £6,5 millones que se invirtieron y generaron un interés sustancial, y se entregaron aproximadamente £10 millones a cada hijo al cumplir los 30 años en 2012 y 2014, respectivamente. Muchas de las posesiones de Diana se dejaron inicialmente al cuidado de su hermano, quien las exhibía en Althorp dos veces al año hasta que fueron devueltas a los príncipes. También se exhibieron en museos estadounidenses y, a partir de 2011, se recaudaron dos millones de dólares para organizaciones benéficas. Entre los objetos se encontraban sus vestidos y trajes junto con numerosas pinturas familiares, joyas y dos tiaras de diamantes. El anillo de compromiso de Diana y su reloj de oro amarillo fueron entregados a Harry y William, respectivamente. Los hermanos finalmente intercambiaron recuerdos y William luego le pasó el anillo a su esposa, Catherine Middleton. La propiedad del vestido de novia de Diana también fue entregada a sus hijos.
Además de su testamento, Diana también había escrito una carta de deseos en la que pedía que se entregaran las tres cuartas partes de sus bienes personales a sus hijos y dividir la cuarta parte restante (aparte de las joyas) entre sus 17 ahijados. A pesar de los deseos de Diana, los albaceas (su madre y su hermana) «solicitaron al tribunal de sucesiones una» variación «del testamento», y la carta de deseos fue ignorada «porque no contenía cierto lenguaje requerido por la ley británica». Eventualmente, un artículo de la herencia de Diana fue entregado a cada uno de sus ahijados, mientras que ellos habrían recibido £100 000 cada uno, si una cuarta parte de su herencia se hubiera dividido entre ellos. La variación también impidió que la herencia se distribuyera entre sus hijos a la edad de 25 años, pero la pospuso hasta los 30 años. Diana también le dejó a su mayordomo Paul Burrell alrededor de £ 50 000 en efectivo.

#### Sujeto de vigilancia gubernamental
En 1999, después de la presentación de una solicitud de la Ley de Libertad de Información presentada por el servicio de noticias de Internet apbonline.com, se reveló que Diana había sido puesta bajo vigilancia por la Agencia de Seguridad Nacional hasta su muerte, y la organización mantuvo un archivo de alto secreto sobre ella que contiene más de 1000 páginas. El contenido del archivo de la NSA de Diana no puede ser revelado debido a preocupaciones de seguridad nacional. Los funcionarios de la NSA insistieron en que Diana no era «un objetivo de [su] infraestructura de escucha electrónica masiva en todo el mundo». A pesar de las múltiples consultas para que los archivos fueran desclasificados —uno de los más notables fue presentado por Mohamed Al-Fayed—, la NSA se ha negado a entregar los documentos.
En 2008, Ken Wharfe, un ex guardaespaldas de Diana, afirmó que sus escandalosas conversaciones con James Gilbey (comúnmente conocido como Squidgygate) fueron grabadas por el GCHQ, que intencionalmente los liberó en un «bucle». Personas cercanas a Diana creían que la acción tenía la intención de difamarla. Wharfe dijo que la propia Diana creía que todos los miembros de la familia real estaban siendo monitoreados, aunque también afirmó que la razón principal podrían ser las amenazas potenciales del IRA.

#### Aniversarios, conmemoraciones y subastas
En el primer aniversario de la muerte de Diana, la gente dejó flores y ramos de flores fuera de las puertas del Palacio de Kensington y se llevó a cabo un servicio conmemorativo en la Abadía de Westminster. La familia real y el primer ministro y su familia fueron a Crathie Kirk para oraciones privadas, mientras que la familia de Diana celebró un servicio conmemorativo privado en Althorp. Todas las banderas en el Palacio de Buckingham y otras residencias reales se izaron a media asta por orden de la reina. La Union Jack se bajó por primera vez a media asta el día del funeral de Diana y ha sentado un precedente, ya que, según el protocolo anterior, ninguna bandera podía ondear a media asta sobre el palacio «incluso con la muerte de un monarca». Sin embargo, desde 1997, la bandera de la unión (pero no el estandarte real) ha ondeado a media asta tras la muerte de miembros de la familia real y otras épocas de duelo nacional.
El Concierto para Diana en el estadio de Wembley se celebró el 1 de julio de 2007. El evento, organizado por los príncipes William y Harry, celebró el 46.º aniversario del nacimiento de su madre y se produjo unas semanas antes del 10.º aniversario de su muerte el 31 de agosto. Las ganancias de este evento fueron donadas a organizaciones benéficas de Diana. El 31 de agosto de 2007, se celebró un funeral por Diana en la Capilla de la Guardia. Los invitados incluyeron a miembros de la familia real y sus parientes, miembros de la familia Spencer, miembros de la fiesta de bodas de Diana, amigos cercanos y asistentes de Diana, representantes de muchas de sus organizaciones benéficas, políticos británicos Gordon Brown, Tony Blair y John Major, y amigos del mundo del entretenimiento como David Frost, Elton John y Cliff Richard.

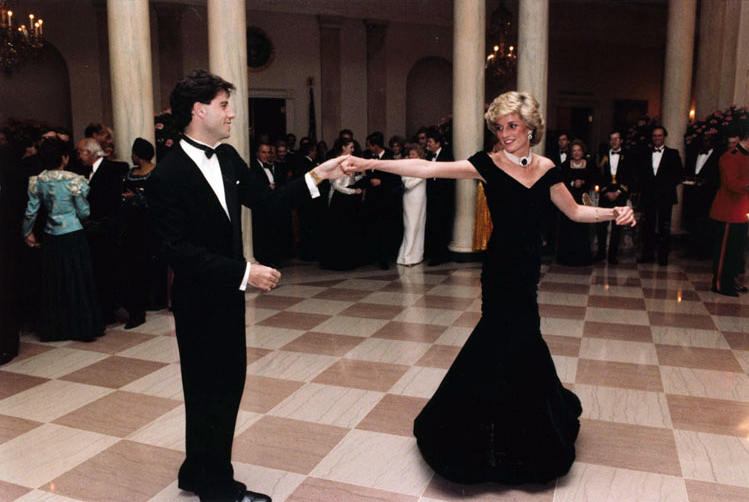
John Travolta y Diana bailando en la Casa Blanca, noviembre de 1985.

El 19 de marzo de 2013, diez de los vestidos de Diana, incluido un vestido de terciopelo azul medianoche que usó en una cena de estado en la Casa Blanca en 1985 cuando bailó con John Travolta (que se conoció como el «Vestido Travolta»), recaudaron más de £800 000 en una subasta en Londres.
En enero de 2017, una serie de cartas que Diana y otros miembros de la familia real habían escrito a un administrador del Palacio de Buckingham se vendieron como parte de una colección titulada «las cartas privadas entre un mayordomo de confianza y la familia real». Las seis cartas que fueron escritas por Diana incluían información sobre la vida diaria de sus hijos pequeños y recaudaron £15.100. Otra colección de 40 cartas escritas por Diana entre 1990 y 1997 se vendió por £67.900 en una subasta en 2021.
«Diana: Her Fashion Story», una exposición de vestidos y trajes usados por Diana, fue anunciada para ser inaugurada en el Palacio de Kensington en febrero de 2017 como un tributo para conmemorar su vigésimo aniversario de muerte, con sus vestidos favoritos creados por numerosos diseñadores de moda, incluyendo Catherine Walker y Victor Edelstein, en exhibición. La exposición se inauguró el 24 de febrero mostrando una colección de 25 vestidos, y estaba programada para permanecer abierta hasta 2018.
Otros homenajes previstos para el aniversario incluyeron exposiciones en Althorp organizadas por el hermano de Diana, Earl Spencer, una serie de eventos conmemorativos organizados por el Premio Diana, así como el rediseño de los jardines de Kensington y la creación de una nueva sección llamada «The White Garden» para simbolizar la vida y el estilo de Diana.
El 31 de agosto de 2019, se inauguró el Museo Virtual Princesa Diana 3D para conmemorar el 22 aniversario de la muerte de Diana. Operado por la Fundación Princess & the Platypus, el museo en línea constaba de más de 1000 de los artículos de Diana que fueron fotografiados usando las técnicas de la realidad virtual.

## Legado

### Imagen pública

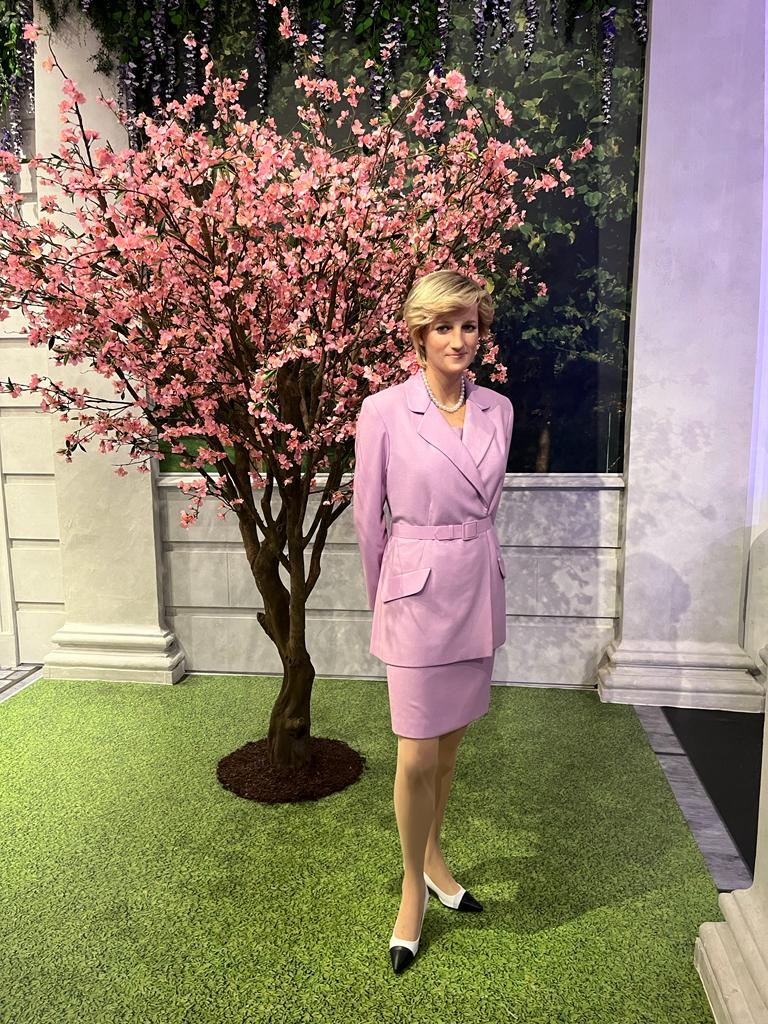
Estatua de cera de Diana en el Museo Madame Tussauds, en Londres.

Diana sigue siendo uno de los miembros más populares de la familia real a lo largo de la historia y sigue influyendo en las generaciones más jóvenes de la realeza. Fue una presencia importante en el escenario mundial desde su compromiso con el príncipe Carlos en 1981 hasta su muerte en 1997, y a menudo se la describía como «la mujer más fotografiada del mundo». Se destacó por su compasión, estilo, carisma y obra de caridad de alto perfil, así como por su matrimonio desdichado. El ex secretario privado de Diana, Patrick Jephson, la describió como una persona organizada y trabajadora, y señaló que Carlos no fue capaz de «reconciliarse con la extraordinaria popularidad de su esposa», un punto de vista apoyado por la biógrafa Tina Brown. También dijo que ella era una jefa dura que era «igualmente rápida en apreciar el trabajo duro», pero también podía ser desafiante «si sentía que había sido víctima de una injusticia». La madre de Diana también la definió como una figura «amorosa» que ocasionalmente podía ser «tempestuosa». Paul Burrell, quien trabajaba como mayordomo para Diana, la recordaba como una «pensadora profunda» capaz de «análisis introspectivo». A menudo se la describía como una madre dedicada a sus hijos, quienes se cree que están influenciados por su personalidad y estilo de vida.

### Eventos y obras de caridad en su honor
Los diseñadores de moda David y Elizabeth Emanuel, responsables de gran parte de la ropa de Diana, incluido su vestido de boda, anunciaron en mayo de 2010 la subasta de 30 lotes de prendas de vestir, medidas y artículos relacionados.
El 1 de julio de 2007, sus hijos organizaron un concierto con motivo del 46 aniversario del natalicio de Diana y el décimo aniversario de su fallecimiento. Este espectáculo contó con la participación de artistas como Rod Stewart, Elton John, Jason Donovan, Andrea Bocelli, Donny Osmond, entre otros; logrando reunir a más de 63.000 personas en el estadio de Wembley.
El 30 de agosto de 2007 el fotógrafo peruano Mario Testino, anunció que el 20 de noviembre iba a subastar una foto firmada de Diana en beneficio de las víctimas del terremoto en Perú (en Londres por Phillips de Pury & Co). La foto apareció en una edición de 1997 de Vanity Fair, y muestra a Diana con un vestido negro.
La familia de Diana anunció en 2010 que se subastarían obras de arte y carruajes que pertenecieron a Althorp House.

### Memoriales
- En 1999, se estableció el Premio Princesa Diana para la Inspiración de los Jóvenes.
- Un espacio dedicado a la princesa Diana fue erigido en los jardines de Kensington.
- Un paseo memorial fue dedicado a la memoria de Diana, princesa de Gales. Se extiende entre los jardines de Kensington, Green Park, Hyde Park y St. James Park.
- El 6 de julio de 2004, la reina Isabel inauguró oficialmente la fuente Princesa Diana de Gales. Se encuentra ubicada en la esquina suroeste de Hyde Park, en Londres.
- En 2019, París dedicó una plaza oficialmente a la princesa, que se encuentra muy cerca del Puente del Alma, lugar donde perdió la vida el 31 de agosto de 1997; la Plaza Diana.[340]
- En 2021, los príncipes Guillermo y Enrique inauguraron un monumento a la memoria de su madre en los Jardines del Palacio de Kensington.

### En la cultura popular
La publicación estadounidense Wired, publicó el artículo «The Best Conspiracy Theories», considerando que la muerte de Diana de Gales se encuentra entre las diez teorías de conspiración más importantes, debido a las numerosas dudas y misterios que rodearon las circunstancias de su fallecimiento.

#### Cine
| Año  | Título                            | Interpretada por              | Notas        |
| ---- | --------------------------------- | ----------------------------- | ------------ |
| 2005 | Diana: The Rose Conspiracy        | Denise Watson                 | Cortometraje |
| 2007 | El asesinato de la Princesa Diana | Nathalie Brocker              |              |
| 2011 | Unlawful Killing                  | Ella misma (video de archivo) | Documental   |
| 2013 | Diana                             | Naomi Watts                   |              |
| 2021 | Spencer                           | Kristen Stewart               |              |

#### Televisión
| Año       | Título                                    | Interpretada por                                                        | Notas               |
| --------- | ----------------------------------------- | ----------------------------------------------------------------------- | ------------------- |
| 1982      | The Royal Romance of Charles and Diana    | Catherine Oxenberg                                                      | Telefilme           |
| 1992      | Unhappily Ever after                      | Catherine Oxenberg                                                      | Telefilme           |
| 1992      | The Women of Windsor                      | Nicola Formby                                                           | Telefilme           |
| 1993      | Diana: Her True Story                     | Serena Scott Belle Connor (a los 6 años)                                | Telefilme           |
| 1996      | Princess in Love                          | Julie Cox                                                               | Telefilme           |
| 1998      | Diana: A Tribute to the People's Princess | Amy Seccombe                                                            | Telefilme           |
| 2007      | Diana: Last Days of a Princess            | Genevieve O'Reilly                                                      | Telefilme           |
| 2011      | William & Catherine: A Royal Romance      | Lesley Harcourt                                                         | Telefilme           |
| 2017      | Diana: In Her Own Words                   | Ella misma (video de archivo)                                           | Telefilme           |
| 2020–2023 | The Crown                                 | Emma Corrin (de adolescente/adulta joven) Elizabeth Debicki (de adulta) | Serie de televisión |

## Obras caritativas y filantropía
A finales de la década de 1980, la princesa de Gales se hizo popular por su respaldo a causas humanitarias. Ayudó a niños pobres en África, figuraba al lado de personalidades como Nelson Mandela, el Dalái lama o la madre Teresa de Calcuta y también presidió numerosas fundaciones benéficas.
Diana decidió tomar un rol activo como princesa de Gales en lugar de pasar sus horas en palacio. Se involucró con diversas causas, entre ellas la de pacientes con sida, ancianos y personas con adicciones, con lepra y con problemas diversos de salud.

“Diana fue la mejor embajadora para la lucha contra el sida del planeta y nadie podrá llenar jamás su vacío en término del trabajo que hizo”
Gavin Hart, presidente del National AIDS, el día de su fallecimiento

“Cuando en abril le dio la mano a un hombre 32 años enfermo de sida, delante de las cámaras, sabía exactamente lo que estaba haciendo. Estaba usando su posición como princesa de Gales —la mujer más famosa del mundo— para retar a todo el mundo a educarse a sí mismo, encontrar su compasión y llegar a aquellos que necesitaban ayuda en lugar de echarlos”
Príncipe Enrique, hijo menor de Diana, en una gala por la lucha contra el SIDA en 2018

Su último compromiso de esta índole tuvo que ver con la erradicación de las minas antipersonales. Pocos días antes del accidente que le causó la muerte, visitó Bosnia, como parte de la Red de Sobrevivientes de Campos Minados, y se estima que su participación determinó varias acciones en contra del uso de este tipo de armamento. De hecho, en 1997, la Campaña Internacional para la Prohibición de las Minas Antipersona obtuvo el Premio Nobel de la Paz, teniendo a Diana como uno de los personajes que más relevancia mundial dieron a la campaña.

## Títulos, tratamientos, distinciones y armas

Monograma personal.

### Títulos y tratamientos
| ● 1 de julio de 1961-9 de junio de 1975:     | La honorable Diana Frances Spencer                                                                           |
| ● 9 de junio de 1975-29 de julio de 1981:    | Lady Diana Frances Spencer                                                                                   |
| ● 29 de julio de 1981-28 de agosto de 1996:  | Su alteza real la princesa de Gales (Inglaterra, Gales e Irlanda del Norte) la duquesa de Rothesay (Escocia) |
| ● 28 de agosto de 1996-21 de agosto de 1997: | Diana, princesa de Gales                                                                                     |

### Título oficial durante su matrimonio
Su Alteza Real la princesa de Gales, duquesa de Cornualles, duquesa de Rothesay, condesa de Chester, condesa de Carrick, baronesa Renfrew.

### Título oficial después de su divorcio
Diana, princesa de Gales.

### Distinciones
- Miembro de la Real Orden Familiar de la Reina Isabel II (1981).
- Miembro de Clase Suprema de la Orden de la Virtud [Condecoración de Nishan al-Kamal] (12/08/1981).[345][346]
- Gran Cruz de la Orden de la Corona (18/11/1982).[347]

### Escudos personales
|                                          |
| Escudo de lady Diana Spencer (1961–1981) |

|                                                     |
| Escudo de S. A. R. la princesa de Gales (1981–1996) |

|                                                                                          |
| Escudo de Diana, princesa de Gales -título utilizado después de su divorcio- (1996–1997) |

## Ancestros
Diana nació en la familia británica Spencer, cuyas diferentes ramas ostentan los títulos de duque de Marlborough, conde Spencer, conde de Sunderland y barón Churchill. Los Spencer afirmaron descender de una rama cadete de la poderosa familia medieval Despenser, pero se cuestiona su validez. Su bisabuela era Margaret Baring, miembro de la familia de banqueros germano-británica Baring e hija de Edward Baring, primer barón de Revelstoke. Los lejanos antepasados nobles de Diana incluyeron al primer duque y la duquesa de Marlborough. Diana y Carlos eran parientes lejanos, ya que ambos descendían de la Casa de Tudor a través de Enrique VII de Inglaterra. También descendió de la Casa de Estuardo a través de Carlos II de Inglaterra por Charles Lennox, primer duque de Richmond, y Henry FitzRoy, primer duque de Grafton, y su hermano Jacobo II de Inglaterra por Henrietta FitzJames. Otros antepasados nobles incluyen a Margaret Kerdeston, nieta de Michael de la Pole, segundo conde de Suffolk; Robert Devereux, II conde de Essex, noble inglés y favorito de Isabel I de Inglaterra; y Edward Seymour, I duque de Somerset, descendiente de Eduardo III de Inglaterra a través de su hijo Leonel de Amberes, primer duque de Clarence. Las raíces escocesas de Diana provienen de su abuela materna, Lady Fermoy. Entre sus antepasados escoceses se encontraban Alexander Gordon, cuarto duque de Gordon, y su esposa Jane, y Archibald Campbell, noveno conde de Argyll.
El linaje estadounidense de Diana provino de su bisabuela Frances Ellen Work, hija del adinerado corredor de bolsa estadounidense Franklin H. Work de Ohio, que estaba casada con su bisabuelo James Roche, tercer barón Fermoy, un par irlandés. La cuarta bisabuela de Diana en su línea materna directa, Eliza Kewark, era de ascendencia india.
| \| \| \| \| \| \| \| \| \| \| \| \| \| \| \| \| \| \| \| \| 16. Federico Spencer, IV conde de Spencer \| \| \| \| \| \| \| \| \| \| \| \| \| \| \| \| \| \| \| \| \| \| \| \| \| \| \| \| \| \| \| \| \| \| \| \| \| \| \| \| \| \| \| \| \| \| \| \| \| \| \| \| \| \| 8. Charles Spencer, VI conde Spencer \| \| \| \| \| \| \| \| \| \| \| \| \| \| \| \| \| \| \| \| \| \| \| \| \| \| \| \| \| \| \| \| \| \| \| \| \| \| \| \| \| \| \| \| \| \| \| \| \| \| \| \| \| \| 17. Adelaide Horatia Seymour \| \| \| \| \| \| \| \| \| \| \| \| \| \| \| \| \| \| \| \| \| \| \| \| \| \| \| \| \| \| \| \| \| \| \| \| \| \| \| \| \| \| \| \| \| \| \| \| \| \| \| \| \| \| 4. Albert Spencer, VII conde Spencer \| \| \| \| \| \| \| \| \| \| \| \| \| \| \| \| \| \| \| \| \| \| \| \| \| \| \| \| \| \| \| \| \| \| \| \| \| \| \| \| \| \| \| \| \| \| \| \| \| \| \| \| \| \| 18. Edward Baring, I Barón Revelstoke \| \| \| \| \| \| \| \| \| \| \| \| \| \| \| \| \| \| \| \| \| \| \| \| \| \| \| \| \| \| \| \| \| \| \| \| \| \| \| \| \| \| \| \| \| \| \| \| \| \| \| \| \| \| 9. (La Honorable) Margaret Baring \| \| \| \| \| \| \| \| \| \| \| \| \| \| \| \| \| \| \| \| \| \| \| \| \| \| \| \| \| \| \| \| \| \| \| \| \| \| \| \| \| \| \| \| \| \| \| \| \| \| \| \| \| \| 19. Louisa Emily Bulteel \| \| \| \| \| \| \| \| \| \| \| \| \| \| \| \| \| \| \| \| \| \| \| \| \| \| \| \| \| \| \| \| \| \| \| \| \| \| \| \| \| \| \| \| \| \| \| \| \| \| \| \| \| \| 2. John Spencer, VIII conde Spencer \| \| \| \| \| \| \| \| \| \| \| \| \| \| \| \| \| \| \| \| \| \| \| \| \| \| \| \| \| \| \| \| \| \| \| \| \| \| \| \| \| \| \| \| \| \| \| \| \| \| \| \| \| \| 20. James Hamilton, II duque de Abercorn \| \| \| \| \| \| \| \| \| \| \| \| \| \| \| \| \| \| \| \| \| \| \| \| \| \| \| \| \| \| \| \| \| \| \| \| \| \| \| \| \| \| \| \| \| \| \| \| \| \| \| \| \| \| 10. James Albert Hamilton, III duque de Abercorn \| \| \| \| \| \| \| \| \| \| \| \| \| \| \| \| \| \| \| \| \| \| \| \| \| \| \| \| \| \| \| \| \| \| \| \| \| \| \| \| \| \| \| \| \| \| \| \| \| \| \| \| \| \| 21. (Lady) Maria Anna Curzon-Howe \| \| \| \| \| \| \| \| \| \| \| \| \| \| \| \| \| \| \| \| \| \| \| \| \| \| \| \| \| \| \| \| \| \| \| \| \| \| \| \| \| \| \| \| \| \| \| \| \| \| \| \| \| \| 5. (Lady) Cynthia Elinor Hamilton \| \| \| \| \| \| \| \| \| \| \| \| \| \| \| \| \| \| \| \| \| \| \| \| \| \| \| \| \| \| \| \| \| \| \| \| \| \| \| \| \| \| \| \| \| \| \| \| \| \| \| \| \| \| 22. Charles Bingham, IV conde de Lucan \| \| \| \| \| \| \| \| \| \| \| \| \| \| \| \| \| \| \| \| \| \| \| \| \| \| \| \| \| \| \| \| \| \| \| \| \| \| \| \| \| \| \| \| \| \| \| \| \| \| \| \| \| \| 11. (Lady) Rosalind Cecilia Bingham \| \| \| \| \| \| \| \| \| \| \| \| \| \| \| \| \| \| \| \| \| \| \| \| \| \| \| \| \| \| \| \| \| \| \| \| \| \| \| \| \| \| \| \| \| \| \| \| \| \| \| \| \| \| 23. (Lady) Cecilia Catherine Gordon-Lennox \| \| \| \| \| \| \| \| \| \| \| \| \| \| \| \| \| \| \| \| \| \| \| \| \| \| \| \| \| \| \| \| \| \| \| \| \| \| \| \| \| \| \| \| \| \| \| \| \| \| \| \| \| \| 1. Diana, princesa de Gales \| \| \| \| \| \| \| \| \| \| \| \| \| \| \| \| \| \| \| \| \| \| \| \| \| \| \| \| \| \| \| \| \| \| \| \| \| \| \| \| \| \| \| \| \| \| \| \| \| \| \| \| \| \| 24. Edmund Roche, I barón Fermoy \| \| \| \| \| \| \| \| \| \| \| \| \| \| \| \| \| \| \| \| \| \| \| \| \| \| \| \| \| \| \| \| \| \| \| \| \| \| \| \| \| \| \| \| \| \| \| \| \| \| \| \| \| \| 12. James Boothby Burke Roche, III barón Fermoy \| \| \| \| \| \| \| \| \| \| \| \| \| \| \| \| \| \| \| \| \| \| \| \| \| \| \| \| \| \| \| \| \| \| \| \| \| \| \| \| \| \| \| \| \| \| \| \| \| \| \| \| \| \| 25. Elizabeth Caroline Boothby \| \| \| \| \| \| \| \| \| \| \| \| \| \| \| \| \| \| \| \| \| \| \| \| \| \| \| \| \| \| \| \| \| \| \| \| \| \| \| \| \| \| \| \| \| \| \| \| \| \| \| \| \| \| 6. Edmund Maurice Burke Roche, IV barón Fermoy \| \| \| \| \| \| \| \| \| \| \| \| \| \| \| \| \| \| \| \| \| \| \| \| \| \| \| \| \| \| \| \| \| \| \| \| \| \| \| \| \| \| \| \| \| \| \| \| \| \| \| \| \| \| 26. Franklin Work \| \| \| \| \| \| \| \| \| \| \| \| \| \| \| \| \| \| \| \| \| \| \| \| \| \| \| \| \| \| \| \| \| \| \| \| \| \| \| \| \| \| \| \| \| \| \| \| \| \| \| \| \| \| 13. Frances Ellen Work \| \| \| \| \| \| \| \| \| \| \| \| \| \| \| \| \| \| \| \| \| \| \| \| \| \| \| \| \| \| \| \| \| \| \| \| \| \| \| \| \| \| \| \| \| \| \| \| \| \| \| \| \| \| 27. Ellen Wood \| \| \| \| \| \| \| \| \| \| \| \| \| \| \| \| \| \| \| \| \| \| \| \| \| \| \| \| \| \| \| \| \| \| \| \| \| \| \| \| \| \| \| \| \| \| \| \| \| \| \| \| \| \| 3. (La Honorable) Frances Ruth Burke Roche \| \| \| \| \| \| \| \| \| \| \| \| \| \| \| \| \| \| \| \| \| \| \| \| \| \| \| \| \| \| \| \| \| \| \| \| \| \| \| \| \| \| \| \| \| \| \| \| \| \| \| \| \| \| 28. Alexander Ogston Gill \| \| \| \| \| \| \| \| \| \| \| \| \| \| \| \| \| \| \| \| \| \| \| \| \| \| \| \| \| \| \| \| \| \| \| \| \| \| \| \| \| \| \| \| \| \| \| \| \| \| \| \| \| \| 14. Coronel William Smith Gill \| \| \| \| \| \| \| \| \| \| \| \| \| \| \| \| \| \| \| \| \| \| \| \| \| \| \| \| \| \| \| \| \| \| \| \| \| \| \| \| \| \| \| \| \| \| \| \| \| \| \| \| \| \| 29. Barbara Smith Marr \| \| \| \| \| \| \| \| \| \| \| \| \| \| \| \| \| \| \| \| \| \| \| \| \| \| \| \| \| \| \| \| \| \| \| \| \| \| \| \| \| \| \| \| \| \| \| \| \| \| \| \| \| \| 7. Ruth Silvia Gill \| \| \| \| \| \| \| \| \| \| \| \| \| \| \| \| \| \| \| \| \| \| \| \| \| \| \| \| \| \| \| \| \| \| \| \| \| \| \| \| \| \| \| \| \| \| \| \| \| \| \| \| \| \| 30. David Littlejohn \| \| \| \| \| \| \| \| \| \| \| \| \| \| \| \| \| \| \| \| \| \| \| \| \| \| \| \| \| \| \| \| \| \| \| \| \| \| \| \| \| \| \| \| \| \| \| \| \| \| \| \| \| \| 15. Ruth Littlejohn \| \| \| \| \| \| \| \| \| \| \| \| \| \| \| \| \| \| \| \| \| \| \| \| \| \| \| \| \| \| \| \| \| \| \| \| \| \| \| \| \| \| \| \| \| \| \| \| \| \| \| \| \| \| 31. Jane Crombie \| \| \| \| \| \| \| \| \| \| \| \| \| \| \| \| \| \| \| \| \| \| \| \| \| \| \| \| \| \| \| \| \| \| \| \| \| \| \| \| \| \| \| \| \| \| \| \| \| \| \| \| |                                                  |  |  |  |  |  |  |  |  |  |  |  |  |  |  |  |
| |                                                  |  |  |  |  |  |  |  |  |  |  |  |  |  |  |  |
| | 16. Federico Spencer, IV conde de Spencer        |  |  |  |  |  |  |  |  |  |  |  |  |  |  |  |
| |                                                  |  |  |  |  |  |  |  |  |  |  |  |  |  |  |  |
| |                                                  |  |  |  |  |  |  |  |  |  |  |  |  |  |  |  |
| | 8. Charles Spencer, VI conde Spencer             |  |  |  |  |  |  |  |  |  |  |  |  |  |  |  |
| |                                                  |  |  |  |  |  |  |  |  |  |  |  |  |  |  |  |
| |                                                  |  |  |  |  |  |  |  |  |  |  |  |  |  |  |  |
| | 17. Adelaide Horatia Seymour                     |  |  |  |  |  |  |  |  |  |  |  |  |  |  |  |
| |                                                  |  |  |  |  |  |  |  |  |  |  |  |  |  |  |  |
| |                                                  |  |  |  |  |  |  |  |  |  |  |  |  |  |  |  |
| | 4. Albert Spencer, VII conde Spencer             |  |  |  |  |  |  |  |  |  |  |  |  |  |  |  |
| |                                                  |  |  |  |  |  |  |  |  |  |  |  |  |  |  |  |
| |                                                  |  |  |  |  |  |  |  |  |  |  |  |  |  |  |  |
| | 18. Edward Baring, I Barón Revelstoke            |  |  |  |  |  |  |  |  |  |  |  |  |  |  |  |
| |                                                  |  |  |  |  |  |  |  |  |  |  |  |  |  |  |  |
| |                                                  |  |  |  |  |  |  |  |  |  |  |  |  |  |  |  |
| | 9. (La Honorable) Margaret Baring                |  |  |  |  |  |  |  |  |  |  |  |  |  |  |  |
| |                                                  |  |  |  |  |  |  |  |  |  |  |  |  |  |  |  |
| |                                                  |  |  |  |  |  |  |  |  |  |  |  |  |  |  |  |
| | 19. Louisa Emily Bulteel                         |  |  |  |  |  |  |  |  |  |  |  |  |  |  |  |
| |                                                  |  |  |  |  |  |  |  |  |  |  |  |  |  |  |  |
| |                                                  |  |  |  |  |  |  |  |  |  |  |  |  |  |  |  |
| | 2. John Spencer, VIII conde Spencer              |  |  |  |  |  |  |  |  |  |  |  |  |  |  |  |
| |                                                  |  |  |  |  |  |  |  |  |  |  |  |  |  |  |  |
| |                                                  |  |  |  |  |  |  |  |  |  |  |  |  |  |  |  |
| | 20. James Hamilton, II duque de Abercorn         |  |  |  |  |  |  |  |  |  |  |  |  |  |  |  |
| |                                                  |  |  |  |  |  |  |  |  |  |  |  |  |  |  |  |
| |                                                  |  |  |  |  |  |  |  |  |  |  |  |  |  |  |  |
| | 10. James Albert Hamilton, III duque de Abercorn |  |  |  |  |  |  |  |  |  |  |  |  |  |  |  |
| |                                                  |  |  |  |  |  |  |  |  |  |  |  |  |  |  |  |
| |                                                  |  |  |  |  |  |  |  |  |  |  |  |  |  |  |  |
| | 21. (Lady) Maria Anna Curzon-Howe                |  |  |  |  |  |  |  |  |  |  |  |  |  |  |  |
| |                                                  |  |  |  |  |  |  |  |  |  |  |  |  |  |  |  |
| |                                                  |  |  |  |  |  |  |  |  |  |  |  |  |  |  |  |
| | 5. (Lady) Cynthia Elinor Hamilton                |  |  |  |  |  |  |  |  |  |  |  |  |  |  |  |
| |                                                  |  |  |  |  |  |  |  |  |  |  |  |  |  |  |  |
| |                                                  |  |  |  |  |  |  |  |  |  |  |  |  |  |  |  |
| | 22. Charles Bingham, IV conde de Lucan           |  |  |  |  |  |  |  |  |  |  |  |  |  |  |  |
| |                                                  |  |  |  |  |  |  |  |  |  |  |  |  |  |  |  |
| |                                                  |  |  |  |  |  |  |  |  |  |  |  |  |  |  |  |
| | 11. (Lady) Rosalind Cecilia Bingham              |  |  |  |  |  |  |  |  |  |  |  |  |  |  |  |
| |                                                  |  |  |  |  |  |  |  |  |  |  |  |  |  |  |  |
| |                                                  |  |  |  |  |  |  |  |  |  |  |  |  |  |  |  |
| | 23. (Lady) Cecilia Catherine Gordon-Lennox       |  |  |  |  |  |  |  |  |  |  |  |  |  |  |  |
| |                                                  |  |  |  |  |  |  |  |  |  |  |  |  |  |  |  |
| |                                                  |  |  |  |  |  |  |  |  |  |  |  |  |  |  |  |
| | 1. Diana, princesa de Gales                      |  |  |  |  |  |  |  |  |  |  |  |  |  |  |  |
| |                                                  |  |  |  |  |  |  |  |  |  |  |  |  |  |  |  |
| |                                                  |  |  |  |  |  |  |  |  |  |  |  |  |  |  |  |
| | 24. Edmund Roche, I barón Fermoy                 |  |  |  |  |  |  |  |  |  |  |  |  |  |  |  |
| |                                                  |  |  |  |  |  |  |  |  |  |  |  |  |  |  |  |
| |                                                  |  |  |  |  |  |  |  |  |  |  |  |  |  |  |  |
| | 12. James Boothby Burke Roche, III barón Fermoy  |  |  |  |  |  |  |  |  |  |  |  |  |  |  |  |
| |                                                  |  |  |  |  |  |  |  |  |  |  |  |  |  |  |  |
| |                                                  |  |  |  |  |  |  |  |  |  |  |  |  |  |  |  |
| | 25. Elizabeth Caroline Boothby                   |  |  |  |  |  |  |  |  |  |  |  |  |  |  |  |
| |                                                  |  |  |  |  |  |  |  |  |  |  |  |  |  |  |  |
| |                                                  |  |  |  |  |  |  |  |  |  |  |  |  |  |  |  |
| | 6. Edmund Maurice Burke Roche, IV barón Fermoy   |  |  |  |  |  |  |  |  |  |  |  |  |  |  |  |
| |                                                  |  |  |  |  |  |  |  |  |  |  |  |  |  |  |  |
| |                                                  |  |  |  |  |  |  |  |  |  |  |  |  |  |  |  |
| | 26. Franklin Work                                |  |  |  |  |  |  |  |  |  |  |  |  |  |  |  |
| |                                                  |  |  |  |  |  |  |  |  |  |  |  |  |  |  |  |
| |                                                  |  |  |  |  |  |  |  |  |  |  |  |  |  |  |  |
| | 13. Frances Ellen Work                           |  |  |  |  |  |  |  |  |  |  |  |  |  |  |  |
| |                                                  |  |  |  |  |  |  |  |  |  |  |  |  |  |  |  |
| |                                                  |  |  |  |  |  |  |  |  |  |  |  |  |  |  |  |
| | 27. Ellen Wood                                   |  |  |  |  |  |  |  |  |  |  |  |  |  |  |  |
| |                                                  |  |  |  |  |  |  |  |  |  |  |  |  |  |  |  |
| |                                                  |  |  |  |  |  |  |  |  |  |  |  |  |  |  |  |
| | 3. (La Honorable) Frances Ruth Burke Roche       |  |  |  |  |  |  |  |  |  |  |  |  |  |  |  |
| |                                                  |  |  |  |  |  |  |  |  |  |  |  |  |  |  |  |
| |                                                  |  |  |  |  |  |  |  |  |  |  |  |  |  |  |  |
| | 28. Alexander Ogston Gill                        |  |  |  |  |  |  |  |  |  |  |  |  |  |  |  |
| |                                                  |  |  |  |  |  |  |  |  |  |  |  |  |  |  |  |
| |                                                  |  |  |  |  |  |  |  |  |  |  |  |  |  |  |  |
| | 14. Coronel William Smith Gill                   |  |  |  |  |  |  |  |  |  |  |  |  |  |  |  |
| |                                                  |  |  |  |  |  |  |  |  |  |  |  |  |  |  |  |
| |                                                  |  |  |  |  |  |  |  |  |  |  |  |  |  |  |  |
| | 29. Barbara Smith Marr                           |  |  |  |  |  |  |  |  |  |  |  |  |  |  |  |
| |                                                  |  |  |  |  |  |  |  |  |  |  |  |  |  |  |  |
| |                                                  |  |  |  |  |  |  |  |  |  |  |  |  |  |  |  |
| | 7. Ruth Silvia Gill                              |  |  |  |  |  |  |  |  |  |  |  |  |  |  |  |
| |                                                  |  |  |  |  |  |  |  |  |  |  |  |  |  |  |  |
| |                                                  |  |  |  |  |  |  |  |  |  |  |  |  |  |  |  |
| | 30. David Littlejohn                             |  |  |  |  |  |  |  |  |  |  |  |  |  |  |  |
| |                                                  |  |  |  |  |  |  |  |  |  |  |  |  |  |  |  |
| |                                                  |  |  |  |  |  |  |  |  |  |  |  |  |  |  |  |
| | 15. Ruth Littlejohn                              |  |  |  |  |  |  |  |  |  |  |  |  |  |  |  |
| |                                                  |  |  |  |  |  |  |  |  |  |  |  |  |  |  |  |
| |                                                  |  |  |  |  |  |  |  |  |  |  |  |  |  |  |  |
| | 31. Jane Crombie                                 |  |  |  |  |  |  |  |  |  |  |  |  |  |  |  |
| |                                                  |  |  |  |  |  |  |  |  |  |  |  |  |  |  |  |
| |                                                  |  |  |  |  |  |  |  |  |  |  |  |  |  |  |  |

## Sucesión de puestos
| Predecesora: María de Teck | Princesa de Gales 1981–1997     | Sucesora: Camila de Cornualles |
| Predecesora: María de Teck | Duquesa de Cornualles 1981–1996 | Sucesora: Camila de Cornualles |
| Predecesora: María de Teck | Duquesa de Rothesay 1981–1996   | Sucesora: Camila de Cornualles |
| Predecesora: María de Teck | Señora de las Islas 1981–1996   | Sucesora: Camila de Cornualles |